# 萨尔茨堡
萨尔茨堡（德語發音：[ˈzaltsbʊʁk] ⓘ），奥地利萨尔茨堡州的首府，人口为153,377（2018年1月1日），是继维也纳、格拉茨和林茨之后的奥地利第四大城市。萨尔茨堡位于奥地利的西部，是阿尔卑斯山脉的门庭，城市的建筑风格以巴洛克为主，城市的历史相当悠久，据史料记载，萨尔茨堡是现今奥地利管辖地域内历史最悠久的城市。
萨尔茨堡是音乐天才莫扎特的出生地，莫扎特不到36年的短暂生命中超过一半的岁月是在萨尔茨堡度过的。萨尔茨堡也是指挥家赫伯特·冯·卡拉扬的故乡，电影《音乐之声》的拍摄地。萨尔茨堡老城在1996年被联合国教科文组织列入世界遗产名录。

## 历史
加洛林王朝巴伐利亞公國 751-843 

東法蘭克王國巴伐利亞公國 843–962 

神聖羅馬帝國巴伐利亞公國 962-1328 

神聖羅馬帝國薩爾茨堡采邑總主教區1328–1803 

神聖羅馬帝國薩爾茨堡選侯國 1803–1805 

奧地利帝國薩爾斯堡公國 1805-1867 

奧匈帝國薩爾斯堡公國 1867–1918

奧地利第一共和國薩爾茨堡州 1919–1934 

奧地利聯邦國薩爾茨堡州 1934–1938

納粹德國東部邊疆萨尔茨堡帝国大区 1938–1945 

盟軍佔領奧地利 1945-1955

### 中世纪

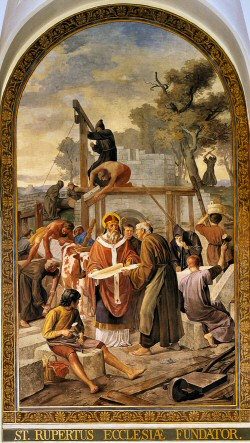
萨尔茨堡的主保圣人、第一任主教鲁佩特

萨尔茨堡在新石器时代就有人居住，公元45年萨尔茨堡获得城市自治权。公元5世纪建成了第一座修道院圣伯多禄修道院。699年巴伐利亚公爵将萨尔茨堡这座古罗马城市献给了萨尔茨堡的第一任主教鲁佩特主教，以便主教在这块土地上传教，并将新建的圣伯多禄修道院作为他的住所，鲁佩特成为圣伯多禄修道院的第一位院长，此后他也成为了萨尔茨堡的主保圣人。
“萨尔茨堡”（德语：Salzburg，意为“盐堡”）这个名字第一次出现是在755年，因附近的盐矿和城堡而得名，萨尔茨堡主教主要的收入来源就是垄断盐的销售。739年萨尔茨堡成为主教的驻地，774年萨尔茨堡主教座堂第一次落成。798年4月20日，应法兰克国王查理大帝的请求，教宗利奥三世将萨尔茨堡升格为总主教的驻地，管辖几乎整个老巴伐利亚地区，即下巴伐利亚、上巴伐利亚、上普法尔茨和如今奥地利的大部分地区。此后萨尔茨堡先后曾是属于东法兰克王国、神圣罗马帝国、15世纪后德意志神圣罗马帝国的领地。
萨尔茨堡著名的要塞是由总主教格布哈德从1077年开始建造的，但他并没有亲眼见到要塞的完工，由于格布哈德在1076年叙任权斗争中站在教宗的一边，1077年又曾支持对立国王施瓦本的萊茵費爾登的魯道夫，因为不忠实于亨利四世，这位总主教在斗争结束后被驱逐，而由亨利四世任命了一位对立总主教。最终是由格布哈德的继任者们完成了萨尔茨堡要塞的工程。
由于总主教巴本堡的康拉德二世在没有经得神圣罗马帝国皇帝腓特烈一世同意的情况下就于1164年掌管了萨尔茨堡，腓特烈一世在1166年派兵，萨尔茨堡被腓特烈一世亲信的军队在1167年4月4日的夜晚严重摧毁。其后的1168年，由腓特烈一世的侄子波希米亚的阿达尔贝特三世出任萨尔茨堡总主教，但在1174年由腓特烈一世授意雷根斯堡议会又将其免职，6月26日由贝希特斯加登的海因里希出任对立总主教，但他并没有获得教宗的认可。1177年签署威尼斯和約后，海因里希和阿达尔贝特三世同时放弃总主教的职位，由维特尔斯巴赫王朝的康拉德接任，在康拉德1183年应召去美因茨做总主教后，阿达尔贝特三世重新回到萨尔茨堡总主教的座位上，直到他去世。
总主教埃贝哈德二世是霍亨斯陶芬王朝的坚定支持者，他在萨尔茨堡的历史上起着至关重要的作用，他在1200年至1246年间将封建贵族的统治权、司法权和城市的管理权集合一身，总主教成为萨尔茨堡的最高统治者，而他由于出色的执政成绩被誉为“萨尔茨堡之父”。
此后萨尔茨堡的影响力越发重大，从1322年米爾多夫戰役以后，萨尔茨堡开始与相邻的巴伐利亚为敌。1328年在总主教的授权下，萨尔茨堡逐渐成为神圣罗马帝国内的一个独立国家。1348年至1349年间遭遇黑死病侵襲，萨尔茨堡损失了约三分之一的人口。1481年神圣罗马帝国皇帝腓特烈三世认可萨尔茨堡享有城市议会和市长的自由选举权。1511年总主教柯茨察赫的莱昂哈德采取强制手段，逮捕萨尔茨堡的市长和议会议员，强迫他们放弃所有城市特权。1524年德国农民战争爆发并蔓延到了奥地利，期间的1525年至1526年，萨尔茨堡也爆发了持续3个月之久的农民和煤矿工人起义，起义农民围攻萨尔茨堡要塞，要求减轻负担、废除农奴制和恢复他们的基本权利。
就在马丁·路德发表《九十五条论纲》，开始新教的宗教改革之后几年，萨尔茨堡的大多数市民已经对新教持宽容的态度，加之市民们对总主教韦伦堡的马特豪斯·朗格专制统治的不满，1525年的农民战争将市民对新教的同情公开化。在1590年前，萨尔茨堡几乎所有信仰新教的家庭被迫背井离乡，而这些家庭中不足15岁的孩子必须留下来，交由天主教家庭领养。1731年总主教菲尔米安的利奥波德·安东制定了所谓的“移民政策”，再次驱逐了2万萨尔茨堡的新教徒，同年的深秋季节，又有4000名女奴和农场工人被逮捕并驱逐，第二年又开始驱逐手工工人和农民，约有四分之一的被驱逐者在放逐的路上死去。直到1740年，幸存的被驱逐者才在普鲁士国王的多次交涉下获得了一部分赔偿。由于驱逐新教徒，萨尔茨堡主教教区的人口大幅减少，造成了灾难性的经济危机。

### 巴洛克时代

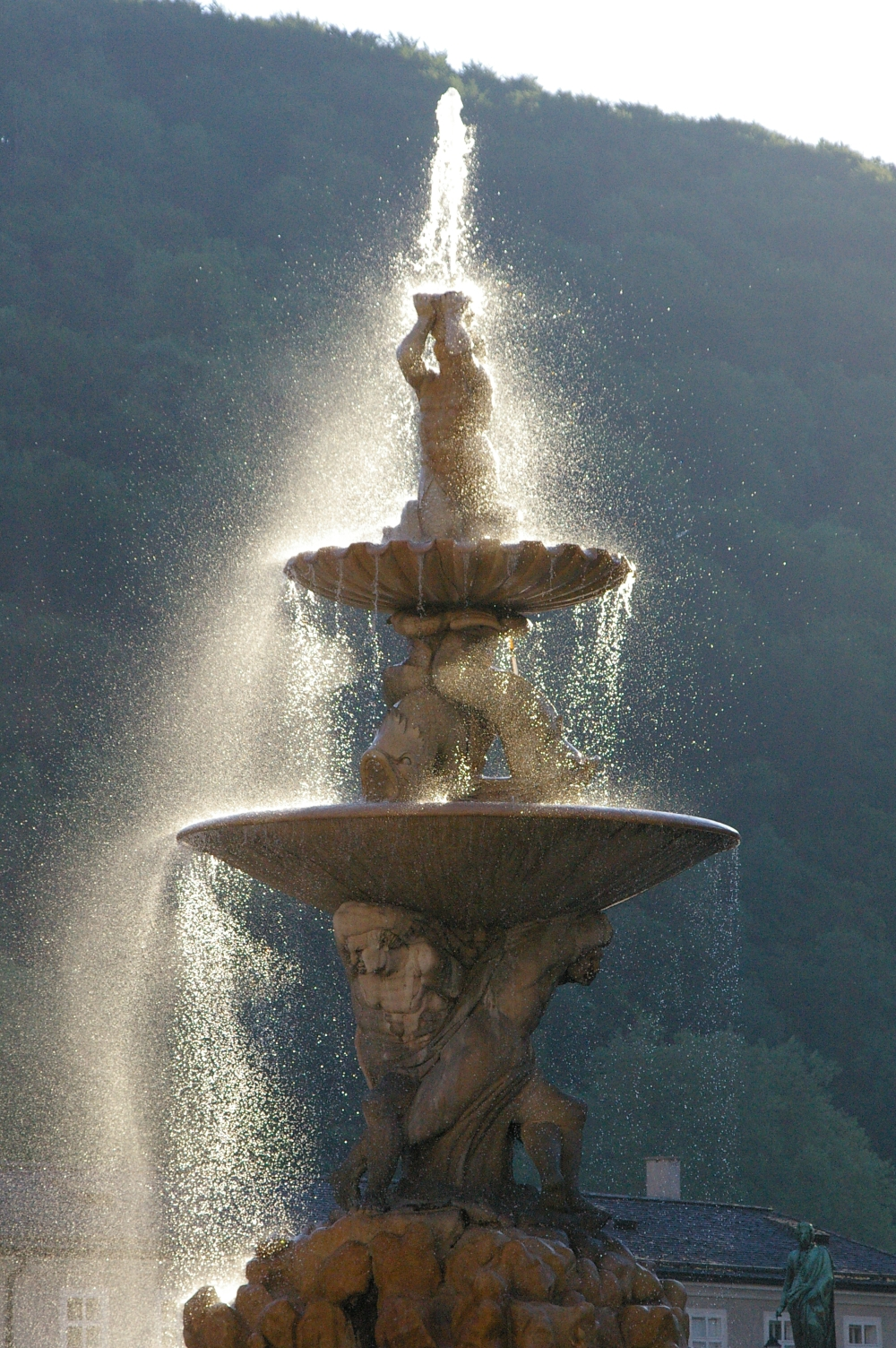
萨尔茨堡的主教府喷泉是中欧最大的巴洛克式喷泉

17世纪初，总主教赖特瑙的沃尔夫·迪特里希认为萨尔茨堡是一座理想的和具有代表性的城市，因此对其大兴土木，现在的萨尔茨堡老城的外貌风格就是从当时留下的。他命令重建了萨尔茨堡主教座堂，它在此前的1598年第8次被烧毁，他还修建了米拉贝尔宫。为了同巴伐利亚争夺着盐和关税，沃尔夫·迪特里希在1611年授意占据了巴伐利亚的贝希特斯加登，而巴伐利亚随即占据萨尔茨堡，并决定让霍亨埃姆斯的马尔库斯·西蒂库斯接替沃尔夫·迪特里希，他在1628年完成了保留至今的主教座堂。马尔库斯·西蒂库斯的继任者洛德龙的帕里斯伯爵在三十年战争中采取了明智和谨慎的政治中立策略，使得萨尔茨堡免受战火之苦，与埃贝哈德二世共享“萨尔茨堡之父”（德语：Vater des Vaterlandes）的称号。

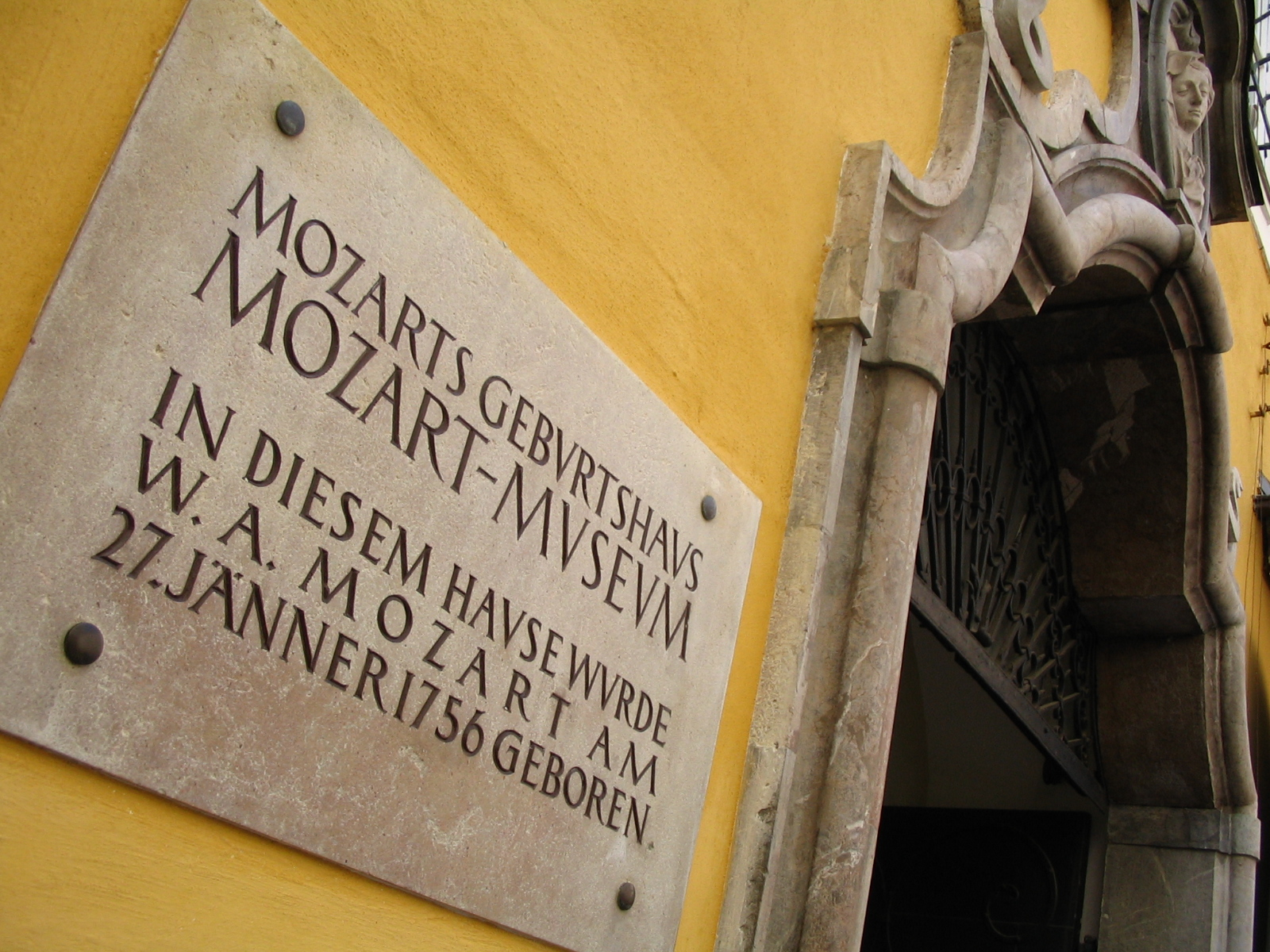
莫扎特在萨尔茨堡的出生地

1617年萨尔茨堡建立了一所中学，它在1622年被改制成萨尔茨堡大学，设立神学和哲学系，萨尔茨堡大学的成立是总主教反宗教改革的一个重要举措，也大大改善了牧师的教育程度。作曲家莫扎特1756年出生在萨尔茨堡，1769年至1781年为总主教效力。1772年至1803年总主教Hieronymus von Colloredo执政时期，萨尔茨堡成为启蒙运动的中心，教育体系以奥地利作为模板进行了改革，萨尔茨堡吸引了不计其数的学者和艺术家。

### 政教分离后
萨尔茨堡在神圣罗马帝国时期是其一个独立的总主教教区，直到1803年神圣罗马帝国通过法律，实施政教分离，萨尔茨堡总主教失去了统治地位，萨尔茨堡与弗赖辛和帕绍合并改由弗朗茨二世的兄弟托斯卡纳大公斐迪南三世管辖，并获得选帝侯资格。1805年奥地利人在奥斯特里茨战役中失利后，奥地利的蒂罗尔州被割让给巴伐利亚，作为交换，萨尔茨堡和贝希特斯加登则划归了奥地利。1810年萨尔茨堡再次易主成为巴伐利亚的一部分，1816年维也纳会议后萨尔茨堡归还奥地利，而贝希特斯加登则继续归属巴伐利亚，这个局面一直延续到了今天。1850年萨尔茨堡脱离林茨的管辖获得自治权。
在第一次世界大戰和奧匈帝國解體後，薩爾茨堡作為奧匈帝國領土之一的首都，成為了新的德意志奧地利的一部分。在聖日耳曼昂萊條約（1919 年）签订之後，德意志奧地利共和国被奧地利第一共和國取代。1919年奥地利举行了第一次民主选举。

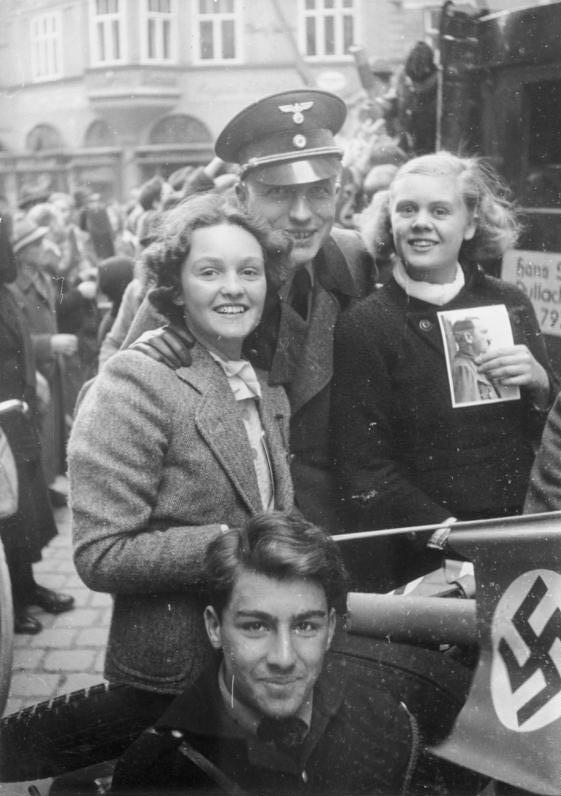
1938年3月，薩爾茨堡的年輕人慶祝德奧合併

### 纳粹德国时期和第二次世界大战
1938年3月12日，在奧地利进行獨立公投的前一天，德国将奥地利合并。德軍進城后，政治反對者、猶太人和其他少數族裔隨後被捕並被驅逐到集中營。在纳粹德国的统治下，1938年4月30日纳粹分子在萨尔茨堡焚书和逮捕犹太人和不同政见者，同年11月9日“水晶之夜”萨尔茨堡的犹太教堂被毁。
德國入侵蘇聯後，在該市建立起了數個关押來自蘇聯和其他敵國战俘的戰俘營。在納粹佔領期間，在薩爾茨堡-馬克斯格蘭建立了一個羅姆人營地。 這是一個工作教育營（Arbeitserziehungslager），為當地工業提供奴工。1943年市内山丘上建起了防空洞。1944年至1945年美国空军在总共15次空袭中摧毁或损坏了萨尔茨堡46%的建筑，7600间民房被毁，14563人流离失所，有超过550人在空袭中丧生。受损最严重的是火车站附近地区和中心城区，包括萨尔茨堡主教座堂的穹窿和莫扎特故居，不过除了主教座堂与桥梁以外，大部分巴洛克建筑都保存完好，所以萨尔茨堡是仅存的几个保留了原始的巴洛克风格的城市。

### 第二次世界大战后至今

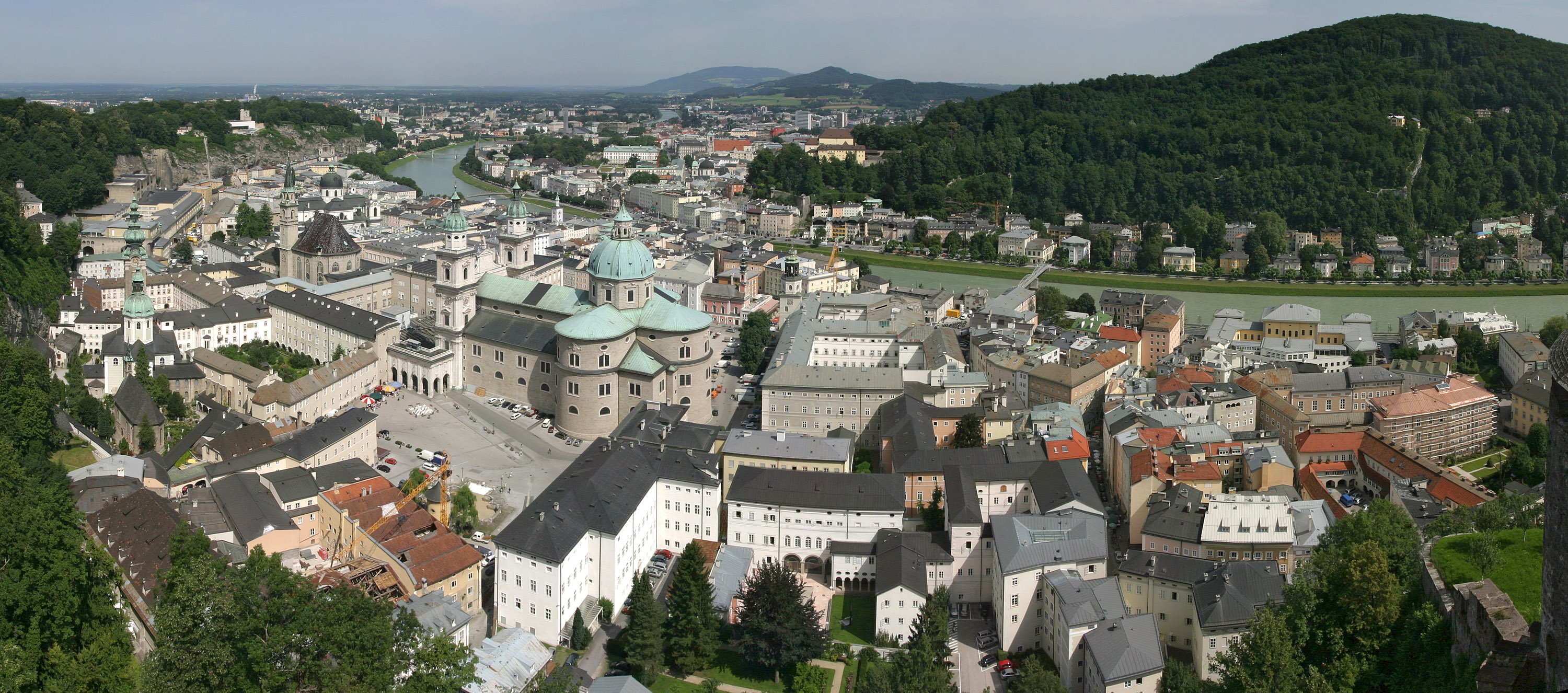
从萨尔茨堡要塞瞭望萨尔茨堡城的全景

1945年5月4日美国军队攻占了萨尔茨堡，纳粹德国陆军上校汉斯·莱普尔丁格尔没有抵抗就交出了萨尔茨堡。美军任命里夏德·希尔特曼为萨尔茨堡市市长，阿道夫·舍梅尔为萨尔茨堡州州长，并成立了奥地利社会民主党、奥地利人民党和奥地利共产党。萨尔茨堡解放后，无家可归的难民、犹太人和旅居国外的德国人蜂拥到萨尔茨堡，1946年12月有约13200个难民从东欧和中欧聚集到萨尔茨堡和周边，为了安置这些难民，萨尔茨堡共建造了8座难民营。1945年8月11日，市民们迎来了二战后的首次萨尔茨堡音乐节，这项创办于1920年的音乐节每年夏天举行，二战时被迫停办。
1945年9月26日萨尔茨堡成为奥地利共和国重建后第一个表示支持和承认维也纳卡尔·伦讷政府的联邦州，萨尔茨堡与上奥地利州和施蒂利亚州的一部分组成了二战后美军在奥地利的占领区，美军最高指挥部就设在萨尔茨堡，最初几周占领当局单方面查抄了萨尔茨堡的许多建筑，但随后便同州政府和市政府合作，萨尔茨堡的市民也和占领当局相安无事。借助马歇尔计划和占领当局的经济援助，萨尔茨堡很快恢复了经济。
第二次世界大戰後，薩爾茨堡成為薩爾茨堡州的首府。1955年奧地利簽署了《奧地利國家條約》，將該國重新確立為一個民主和獨立的國家並隨後宣布永久中立，隨後美國人就撤離了該地區。2006年1月27日，作為沃爾夫岡·阿瑪迪斯·莫扎特誕辰250週年，薩爾茨堡所有35座教堂在晚上8點後敲響了鐘聲以慶祝這一場合。

## 地理

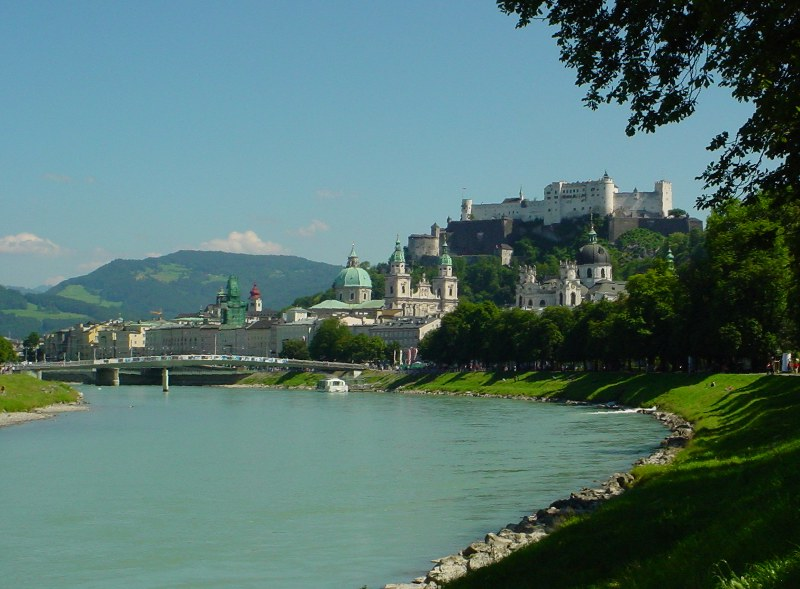
萨尔茨堡市中心的萨尔茨河和山上的萨尔茨堡要塞。

萨尔茨堡位于奥地利中部的萨尔茨堡州和德国巴伐利亚州的交界处，在德国慕尼黑以东150千米，在奥地利维也纳以西300千米。地处阿尔卑斯山北麓，南面是高山连绵，北面却是一马平川，最近的高峰是温特斯山（Untersberg），海拔1973米，距离市中心仅5千米。萨尔茨堡是一座山城，市内有多座原始的山丘，包括要塞山（Festungsberg，542米）、门希斯山（Mönchsberg，540米）、赖恩山（Rainberg，511米）和嘉布遣山（Kapuzinerberg，640米），是欧洲绿化覆盖率最高的中心城区。萨尔茨堡要塞坐落在要塞山上，是萨尔茨堡城市的标志，要塞长250米，最宽处150米，是中欧现存最大的一座要塞。总长225千米的萨尔茨河流经萨尔茨堡，它是地跨奥地利和德国的因河的最长和水量最大的一条支流。

### 氣候
| 薩爾茨堡機場 1981–2010年，極端天氣 1874年至今            | 薩爾茨堡機場 1981–2010年，極端天氣 1874年至今 | 薩爾茨堡機場 1981–2010年，極端天氣 1874年至今 | 薩爾茨堡機場 1981–2010年，極端天氣 1874年至今 | 薩爾茨堡機場 1981–2010年，極端天氣 1874年至今 | 薩爾茨堡機場 1981–2010年，極端天氣 1874年至今 | 薩爾茨堡機場 1981–2010年，極端天氣 1874年至今 | 薩爾茨堡機場 1981–2010年，極端天氣 1874年至今 | 薩爾茨堡機場 1981–2010年，極端天氣 1874年至今 | 薩爾茨堡機場 1981–2010年，極端天氣 1874年至今 | 薩爾茨堡機場 1981–2010年，極端天氣 1874年至今 | 薩爾茨堡機場 1981–2010年，極端天氣 1874年至今 | 薩爾茨堡機場 1981–2010年，極端天氣 1874年至今 | 薩爾茨堡機場 1981–2010年，極端天氣 1874年至今 |
| 月份                                                     | 1月                                           | 2月                                           | 3月                                           | 4月                                           | 5月                                           | 6月                                           | 7月                                           | 8月                                           | 9月                                           | 10月                                          | 11月                                          | 12月                                          | 全年                                          |
| -------------------------------------------------------- | --------------------------------------------- | --------------------------------------------- | --------------------------------------------- | --------------------------------------------- | --------------------------------------------- | --------------------------------------------- | --------------------------------------------- | --------------------------------------------- | --------------------------------------------- | --------------------------------------------- | --------------------------------------------- | --------------------------------------------- | --------------------------------------------- |
| 历史最高温 °C（°F）                                      | 20.8 (69.4)                                   | 21.7 (71.1)                                   | 24.9 (76.8)                                   | 30.3 (86.5)                                   | 34.1 (93.4)                                   | 35.7 (96.3)                                   | 37.7 (99.9)                                   | 36.6 (97.9)                                   | 33.3 (91.9)                                   | 28.2 (82.8)                                   | 24.1 (75.4)                                   | 19.1 (66.4)                                   | 37.7 (99.9)                                   |
| 平均高温 °C（°F）                                        | 3.2 (37.8)                                    | 5.4 (41.7)                                    | 10.2 (50.4)                                   | 15.2 (59.4)                                   | 20.3 (68.5)                                   | 22.7 (72.9)                                   | 25.1 (77.2)                                   | 24.4 (75.9)                                   | 20.0 (68.0)                                   | 15.2 (59.4)                                   | 8.2 (46.8)                                    | 3.8 (38.8)                                    | 14.5 (58.1)                                   |
| 日均气温 °C（°F）                                        | −1.1 (30.0)                                   | 0.3 (32.5)                                    | 4.6 (40.3)                                    | 8.9 (48.0)                                    | 14.0 (57.2)                                   | 16.8 (62.2)                                   | 18.9 (66.0)                                   | 18.2 (64.8)                                   | 14.0 (57.2)                                   | 9.4 (48.9)                                    | 3.7 (38.7)                                    | 0.0 (32.0)                                    | 9.0 (48.2)                                    |
| 平均低温 °C（°F）                                        | −4.0 (24.8)                                   | −3.0 (26.6)                                   | 0.7 (33.3)                                    | 4.3 (39.7)                                    | 8.9 (48.0)                                    | 12.1 (53.8)                                   | 14.0 (57.2)                                   | 13.8 (56.8)                                   | 10.3 (50.5)                                   | 6.0 (42.8)                                    | 0.9 (33.6)                                    | −2.5 (27.5)                                   | 5.1 (41.2)                                    |
| 历史最低温 °C（°F）                                      | −30.4 (−22.7)                                 | −30.6 (−23.1)                                 | −21.6 (−6.9)                                  | −9.2 (15.4)                                   | −3.4 (25.9)                                   | −0.1 (31.8)                                   | 3.7 (38.7)                                    | 2.0 (35.6)                                    | −3.0 (26.6)                                   | −8.3 (17.1)                                   | −18.0 (−0.4)                                  | −27.7 (−17.9)                                 | −30.6 (−23.1)                                 |
| 平均降水量 mm（）                                        | 59 (2.3)                                      | 53 (2.1)                                      | 87 (3.4)                                      | 78 (3.1)                                      | 115 (4.5)                                     | 151 (5.9)                                     | 158 (6.2)                                     | 164 (6.5)                                     | 112 (4.4)                                     | 73 (2.9)                                      | 72 (2.8)                                      | 72 (2.8)                                      | 1,195 (47.0)                                  |
| 平均降雪量 cm（）                                        | 23 (9.1)                                      | 24 (9.4)                                      | 18 (7.1)                                      | 2 (0.8)                                       | 0 (0)                                         | 0 (0)                                         | 0 (0)                                         | 0 (0)                                         | 0 (0)                                         | 0 (0)                                         | 10 (3.9)                                      | 24 (9.4)                                      | 101 (40)                                      |
| 平均相對濕度（％） （14:00）                             | 71.4                                          | 63.5                                          | 56.9                                          | 51.3                                          | 51.2                                          | 54.3                                          | 52.6                                          | 55.2                                          | 58.4                                          | 61.9                                          | 70.0                                          | 74.9                                          | 60.1                                          |
| 来源1：Central Institute for Meteorology and Geodynamics |                                               |                                               |                                               |                                               |                                               |                                               |                                               |                                               |                                               |                                               |                                               |                                               |                                               |
| 来源2：Meteo Climat (record highs and lows)              |                                               |                                               |                                               |                                               |                                               |                                               |                                               |                                               |                                               |                                               |                                               |                                               |                                               |

| 薩爾茨堡機場（1971–2000年）                             | 薩爾茨堡機場（1971–2000年） | 薩爾茨堡機場（1971–2000年） | 薩爾茨堡機場（1971–2000年） | 薩爾茨堡機場（1971–2000年） | 薩爾茨堡機場（1971–2000年） | 薩爾茨堡機場（1971–2000年） | 薩爾茨堡機場（1971–2000年） | 薩爾茨堡機場（1971–2000年） | 薩爾茨堡機場（1971–2000年） | 薩爾茨堡機場（1971–2000年） | 薩爾茨堡機場（1971–2000年） | 薩爾茨堡機場（1971–2000年） | 薩爾茨堡機場（1971–2000年） |
| 月份                                                    | 1月                         | 2月                         | 3月                         | 4月                         | 5月                         | 6月                         | 7月                         | 8月                         | 9月                         | 10月                        | 11月                        | 12月                        | 全年                        |
| ------------------------------------------------------- | --------------------------- | --------------------------- | --------------------------- | --------------------------- | --------------------------- | --------------------------- | --------------------------- | --------------------------- | --------------------------- | --------------------------- | --------------------------- | --------------------------- | --------------------------- |
| 历史最高温 °C（°F）                                     | 16.3 (61.3)                 | 21.7 (71.1)                 | 24.9 (76.8)                 | 27.9 (82.2)                 | 32.2 (90.0)                 | 35.6 (96.1)                 | 37.7 (99.9)                 | 35.6 (96.1)                 | 32.1 (89.8)                 | 28.2 (82.8)                 | 23.5 (74.3)                 | 18.6 (65.5)                 | 37.7 (99.9)                 |
| 平均高温 °C（°F）                                       | 3.2 (37.8)                  | 5.6 (42.1)                  | 10.4 (50.7)                 | 14.3 (57.7)                 | 19.9 (67.8)                 | 22.2 (72.0)                 | 24.4 (75.9)                 | 24.2 (75.6)                 | 20.1 (68.2)                 | 14.8 (58.6)                 | 7.8 (46.0)                  | 4.0 (39.2)                  | 14.2 (57.6)                 |
| 日均气温 °C（°F）                                       | −0.8 (30.6)                 | 0.7 (33.3)                  | 4.8 (40.6)                  | 8.5 (47.3)                  | 13.8 (56.8)                 | 16.5 (61.7)                 | 18.6 (65.5)                 | 18.3 (64.9)                 | 14.3 (57.7)                 | 9.3 (48.7)                  | 3.6 (38.5)                  | 0.4 (32.7)                  | 9.0 (48.2)                  |
| 平均低温 °C（°F）                                       | −4 (25)                     | −2.9 (26.8)                 | 0.7 (33.3)                  | 3.8 (38.8)                  | 8.4 (47.1)                  | 11.5 (52.7)                 | 13.5 (56.3)                 | 13.5 (56.3)                 | 10.1 (50.2)                 | 5.5 (41.9)                  | 0.6 (33.1)                  | −2.5 (27.5)                 | 4.9 (40.8)                  |
| 历史最低温 °C（°F）                                     | −25.4 (−13.7)               | −21.8 (−7.2)                | −21.6 (−6.9)                | −3.9 (25.0)                 | −2.1 (28.2)                 | 2.0 (35.6)                  | 3.7 (38.7)                  | 4.3 (39.7)                  | −1.6 (29.1)                 | −8 (18)                     | −17.8 (0.0)                 | −26.8 (−16.2)               | −26.8 (−16.2)               |
| 平均降水量 mm（）                                       | 59.9 (2.36)                 | 54.7 (2.15)                 | 78.7 (3.10)                 | 83.1 (3.27)                 | 114.5 (4.51)                | 154.8 (6.09)                | 157.5 (6.20)                | 151.3 (5.96)                | 101.3 (3.99)                | 72.6 (2.86)                 | 83.0 (3.27)                 | 72.8 (2.87)                 | 1,184.2 (46.62)             |
| 平均降雪量 cm（）                                       | 24.0 (9.4)                  | 23.9 (9.4)                  | 21.7 (8.5)                  | 2.9 (1.1)                   | 0.1 (0.0)                   | 0.0 (0.0)                   | 0.0 (0.0)                   | 0.0 (0.0)                   | 0.0 (0.0)                   | 0.0 (0.0)                   | 12.1 (4.8)                  | 27.8 (10.9)                 | 112.5 (44.3)                |
| 平均降水天数（≥ 1.0 mm）                                | 10.1                        | 9.5                         | 11.9                        | 11.8                        | 12.1                        | 15.0                        | 14.4                        | 13.2                        | 10.8                        | 9.3                         | 10.8                        | 11.8                        | 140.7                       |
| 平均相對濕度（％） （14:00）                            | 73.6                        | 65.6                        | 58.1                        | 54.9                        | 52.5                        | 55.6                        | 54.5                        | 55.6                        | 58.8                        | 62.8                        | 70.6                        | 75.4                        | 61.5                        |
| 月均日照時數                                            | 67.0                        | 91.9                        | 130.0                       | 152.6                       | 196.4                       | 193.9                       | 221.1                       | 202.8                       | 167.7                       | 129.7                       | 81.2                        | 62.8                        | 1,697.1                     |
| 可照百分比                                              | 26.9                        | 34.4                        | 37.9                        | 39.4                        | 44.3                        | 43.7                        | 48.8                        | 48.3                        | 47.4                        | 42.9                        | 30.8                        | 26.7                        | 39.3                        |
| 来源：Central Institute for Meteorology and Geodynamics |                             |                             |                             |                             |                             |                             |                             |                             |                             |                             |                             |                             |                             |

## 政治
一直到20世纪上半叶，萨尔茨堡市的政治都受到保守势力的影响，罗伯特·普罗伊斯勒在1914年成为萨尔茨堡市议会中的第一位社会民主主义者。第二次世界大战后的1945年5月5日，曾于1935年至1938年担任过萨尔茨堡市长的里夏德·希尔特曼被美军任命为临时市长。从1999年开始，萨尔茨堡市长由市民直接选举产生。
第二次世界大战后的萨尔茨堡历任市长：
- 1945年—1946年：里夏德·希尔特曼（奥地利人民党）
- 1946年—1951年：安东·诺伊迈尔（奥地利社会民主党）
- 1952年—1957年：施坦尼斯劳斯·帕赫尔（奥地利社会民主党）
- 1957年—1970年：阿尔弗雷德·贝克（奥地利社会民主党）
- 1970年—1980年：海因里希·萨芬瑙尔（奥地利社会民主党）
- 1980年—1990年：约瑟夫·雷申（奥地利社会民主党）
- 1990年—1992年：哈拉尔德·莱特讷（奥地利社会民主党）
- 1992年—1999年：约瑟夫·德夏恩特（奥地利人民党）
- 1999年至今：海因茨·沙登（奥地利社会民主党）

### 市徽

萨尔茨堡市徽

萨尔茨堡的市徽是在红色背景下的一座银白色城墙，中间的城门敞开着，闸门高悬，城门上的小塔楼有两扇小窗，两翼的城墙上各有一孔炮眼，城墙后侧共有三座金顶的多层塔楼，中间一座八角形的主塔楼略高，展现出三面墙，顶层是三角尖顶的窗户，中层每面各有一扇窗，底层各有两扇窗，主塔楼两侧是两座圆柱形的塔楼，上层各可见两扇窗，下层各可见一扇窗。
除了市徽以外，萨尔茨堡还有一面白色和红色相间的市旗，相间的白色和红色是萨尔茨堡城市的象征颜色。

### 區劃

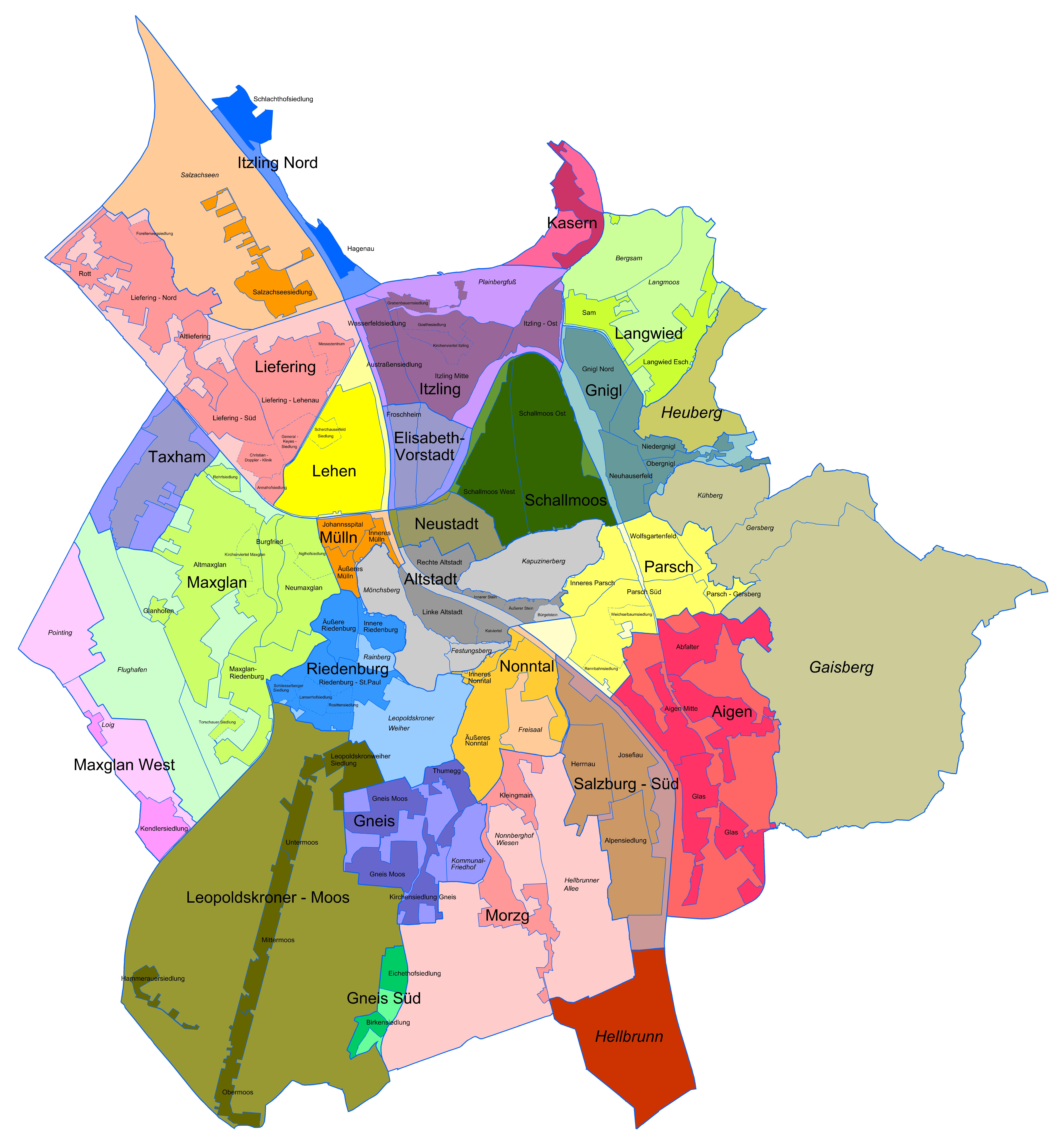
薩爾茨堡分區

- Aigen
- Altstadt
- Elisabeth-Vorstadt
- Gneis
- Gneis-Süd
- Gnigl
- Itzling
- Itzling-Nord
- Kasern
- Langwied
- Lehen
- Leopoldskron-Moos
- Liefering
- Maxglan
- Maxglan-West
- Morzg
- Mülln
- Neustadt
- Nonntal
- Parsch
- Riedenburg
- Salzburg-Süd
- Taxham
- Schallmoos

### 友好城市
- 法国兰斯，自1964年起
- 美国亚特兰大，自1967年起
- 意大利维罗纳，自1973年起
- 尼加拉瓜莱昂，自1984年起
- 坦桑尼亚辛吉达，自1984年起
- 意大利布塞托，自1988年起
- 立陶宛维尔纽斯，自1989年起
- 德国德累斯顿，自1991年起
- 日本川崎市，自1992年起
- 中国大陆海南，自1999年起
- 意大利梅兰，自2000年起
- 中国大陆上海，自2004年起
- 瑞士伯尔尼，自2006年起

## 人口
薩爾茨堡的官方人口在1935年該市兼併了鄰近的市鎮大幅增加。 二戰後東歐的德裔人口被驅逐，無數難民在這座城市找到了新家。1950年前後，薩爾茨堡超過10萬人口，2016年達到15萬人口。
薩爾茨堡有大型的德國人、波斯尼亞人、塞爾維亞人和羅馬尼亞人社區，2021年對薩爾茨堡的居留外國人來源統計如下：

薩爾茨堡的人口增長

| 德国     | 7,816 |
|          | 5,189 |
| 塞爾維亞 | 4,805 |
| 羅馬尼亞 | 2,914 |
|          | 2,521 |
| 土耳其   | 2,457 |
| 叙利亚   | 1,947 |
| 阿富汗   | 1,686 |
| 匈牙利   | 1,595 |
| 義大利   | 1,197 |

## 宗教
萨尔茨堡是奥地利唯一一个受天主教影响非常深刻的联邦州首府，究其原因是直至19世纪初，由采邑总主教的萨尔茨堡一直政教不分离，新教徒、犹太人和再洗礼教徒在萨尔茨堡的困境，尤其是对新教徒的驱逐证明了这一点。直到如今萨尔茨堡城内仍旧到处是天主教堂，有“北方罗马”之称。18世纪到19世纪天主教外的其他教派获得了第一次机会复兴的机会，并在20世纪发展成为一座拥有多种不同教派的城市。
如今的萨尔茨堡有55.6%的市民信仰天主教，6.7%信仰新教，5.3%信仰东正教，1.6%信仰舊天主教會、卫理公会、新使徒教、摩门教和耶和华见证人等。猶太教是萨尔茨堡最大的非基督教派，有6.8%的市民信仰，另有0.06%信仰伊斯兰教，其他如佛教、巴哈伊教、印度教、锡克教占0.6%。17.1%的市民没有宗教信仰。

## 经济
萨尔茨堡是奥地利重要的旅游、文化、大学、体育和会展城市。萨尔茨堡和它周边地区也吸引了许多大型和小型企业，如保时捷汽车、宝马汽车、福特汽车和奥地利第二大零售商Spar等，是整个萨尔茨堡州经济的驱动力，萨尔茨堡州持续的经济增长率仅次于维也纳，在奥地利排名第二，而该州的经济力主要就集中在萨尔茨堡地区，2005年的经济收入占到了整个联邦州的90%。
根据奥地利统计局2001年的数据，萨尔茨堡共有10,210家企业和100,055个工作岗位，分别比10年前增加了24.8%和12%。

## 交通

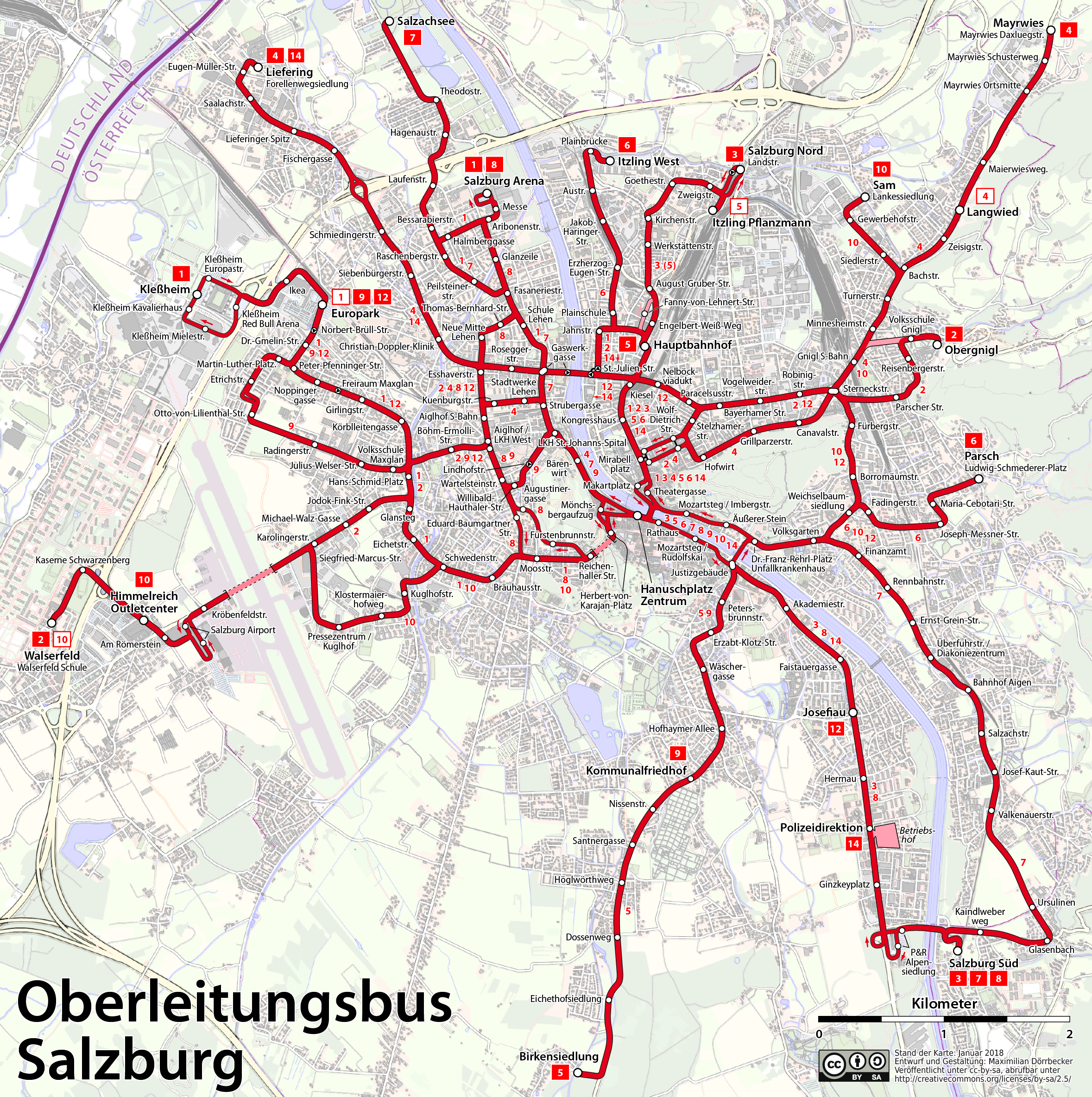
薩爾茨堡無軌電車系統

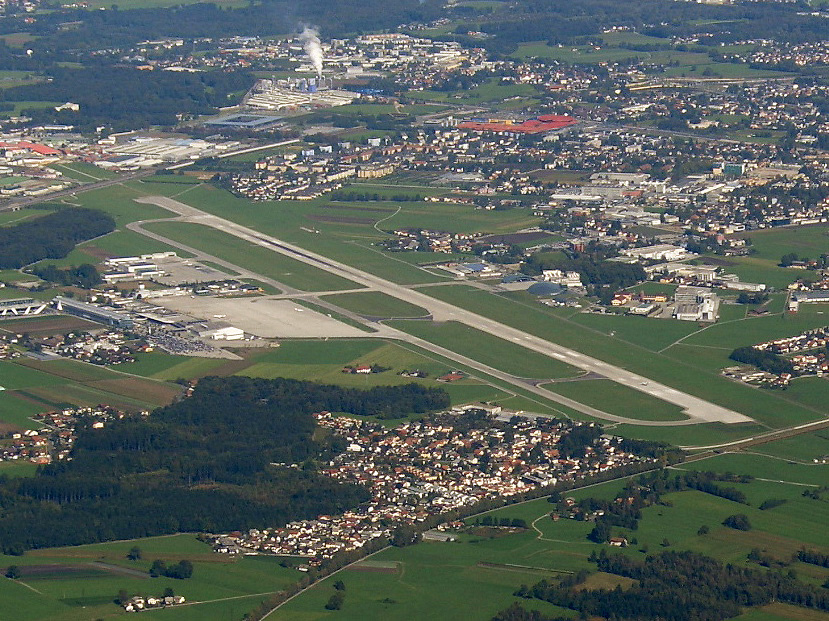
薩爾茨堡機場

萨尔茨堡拥有奥地利第二重要的机场萨尔茨堡莫扎特机场，有到维也纳、法兰克福、伦敦、阿姆斯特丹和苏黎世等的航班，每年运送旅客约142万，并因为萨尔茨堡地区冬季旅游业而呈现强劲的增长趋势。萨尔茨堡是奥地利和欧洲铁路线的重要枢纽，城市铁路交通相当发达，萨尔茨堡主火车站是奥地利最繁忙的火车站之一，沿主线向东可以到达奥地利的首都维也纳，向西通往因斯布鲁克、德国城市慕尼黑和法兰克福、瑞士城市苏黎世，向南是去意大利阿尔卑斯山区列车的始发站，到达奥地利城市菲拉赫、格拉茨以及邻国斯洛文尼亚和意大利，除了航空和铁路，萨尔茨堡还有3条重要的高速公路通过，分别是维也纳-萨尔茨堡高速公路、慕尼黑-萨尔茨堡高速公路和萨尔茨堡-菲拉赫高速公路。
萨尔茨堡来往于周边地区的重要交通工具是城市快速铁路（S-Bahn），它也在萨尔茨堡市内行驶，此外萨尔茨堡市区周边还有完善的公交车网络。萨尔茨堡市区内的公共交通中，1940年建成的城市公共汽车和无轨电车星状网络起着至关重要的作用，它同时也是欧洲最大的公交车网络。由于市区内容易堵车且缺乏停车位，萨尔茨堡在市区外围的公交车站设有停车场，以便开车的旅客泊车后转乘公共交通入城。自行车在萨尔茨堡的交通中也扮演着重要和正面的角色，占到整个交通份额的20%以上，萨尔茨堡建有完善的自行车专用道，并提供自行车租车，且一小时内免费。在萨尔茨堡内城范围内则适合步行，老城的大部分地区是步行街。

## 文化
萨尔茨堡拥有众多的剧院、音乐厅、电影院和博物馆等。萨尔茨堡音乐节自从1920年以来每年夏天举行，创始人是奥地利诗人雨果·冯·霍夫曼斯塔尔（Hugo von Hofmannsthals），它的历史可以追溯到1877年的萨尔茨堡国际音乐节。与之相映成趣还有著名指挥家赫伯特·冯·卡拉扬在1967年创办的复活节音乐节。每年1月27日左右的一周是萨尔茨堡的莫扎特周，纪以纪念1756年1月27日出生在萨尔茨堡的伟大音乐家莫扎特。
1965年，好莱坞电影在萨尔茨堡与其附近的山区拍摄，故事是根据一个萨尔茨堡修女的真实经历改编的，主人公的原名为玛丽亚·冯·特拉普，她被派到一个奥地利家庭照料7个失去母亲的孩子，玛丽亚和孩子们组成了一个家庭合唱团在奥地利巡回演出，她与特拉普男爵相爱并结婚，二战爆发后中她们一家经历千辛万苦，凭借着唱歌，逃离了德国纳粹占领下的奥地利。影片获得了同年10项奥斯卡提名，最后获得包括奥斯卡最佳影片奖和奥斯卡最佳导演奖在内的5项，成为全世界最成功的影片之一。

### 語言
奧地利德語的被廣泛使用，且與標準僅在一些詞彙和幾個語法點上有所不同。薩爾茨堡屬於奧地利-巴伐利亞方言地區的中巴伐利亞語區域被。儘管薩爾茨堡大學的語言學教授伊姆加德·凱撒（Irmgard Kaiser）和哈內斯·舒爾茨（Hannes Scheutz）在過去幾年中看到該市講方言的人數有所減少，但年輕人和老年人都廣泛使用這種語言。儘管越來越多的學童說標準德語，但舒爾茨認為這與父母的影響關係不大，而與媒體消費有關。

### 饮食

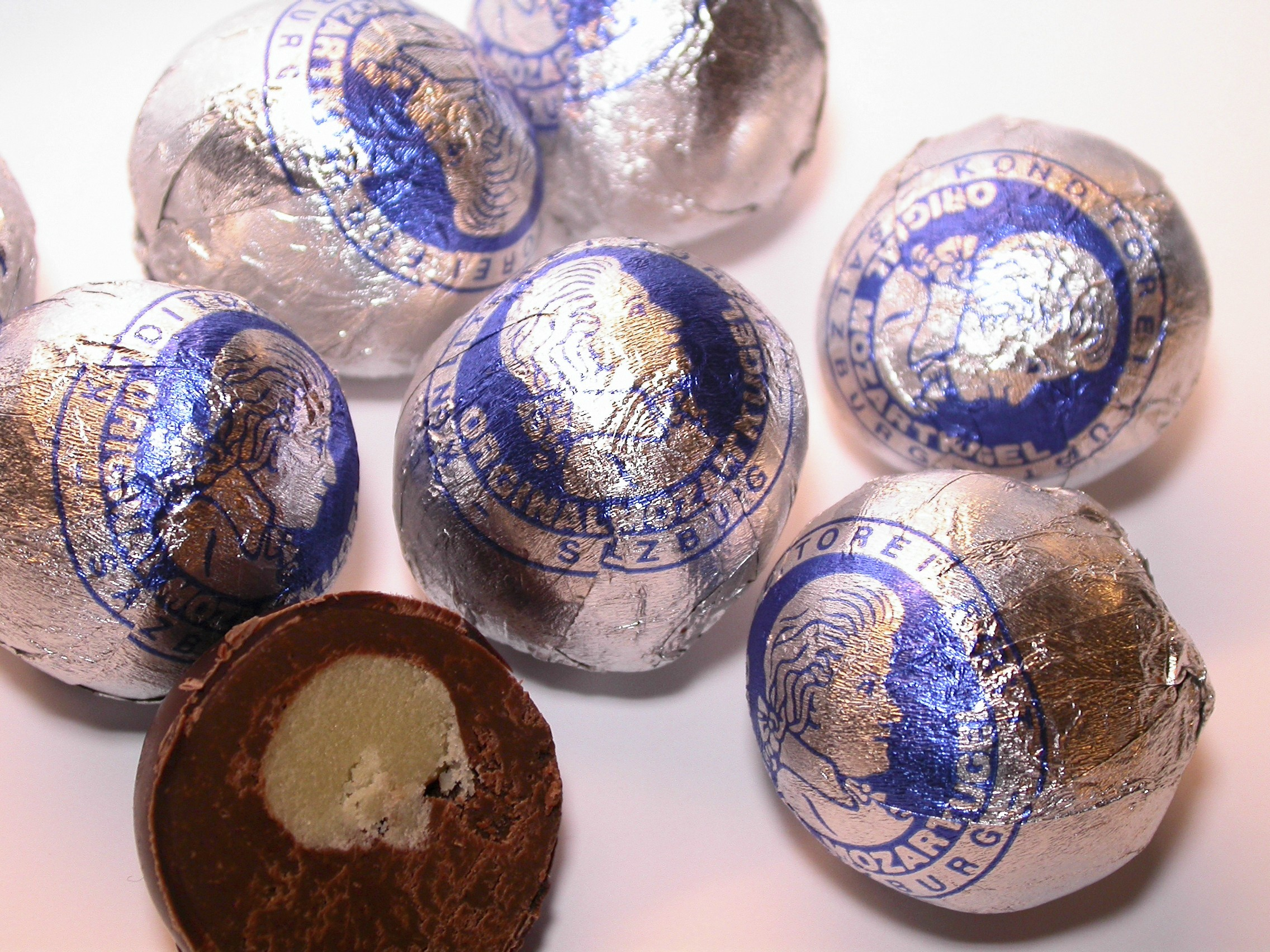
正统的萨尔茨堡“莫扎特巧克力球”

萨尔茨堡最出名的特产是莫扎特巧克力球，由萨尔茨堡的宫廷糕点师在1890年发明，并以城市之子莫扎特的名字命名。莫扎特巧克力球以开心果、杏仁糖、牛轧糖等和黑巧克力制成球状巧克力，锡箔包装纸上印有莫扎特的肖像。与莫扎特巧克力球相像的，萨尔茨堡还以多个城市之子的名字命名了许多果仁糖，如巴赫果仁糖（Bachwürfel）、沃尔夫·迪特里希果仁糖（Wolf-Dietrich-Block）、多普勒果仁糖（Doppler Kon(Ef)fekt）和帕里斯·洛德龙果仁糖等。
除此之外，萨尔茨堡小园子（Salzburger Nockerln）是典型的萨尔茨堡饭后热甜品，萨尔茨堡香肠（Bosna）和萨尔茨堡奶酪炸面条（Pinzgauer Kasnocken）也是闻名遐迩。

### 旅游

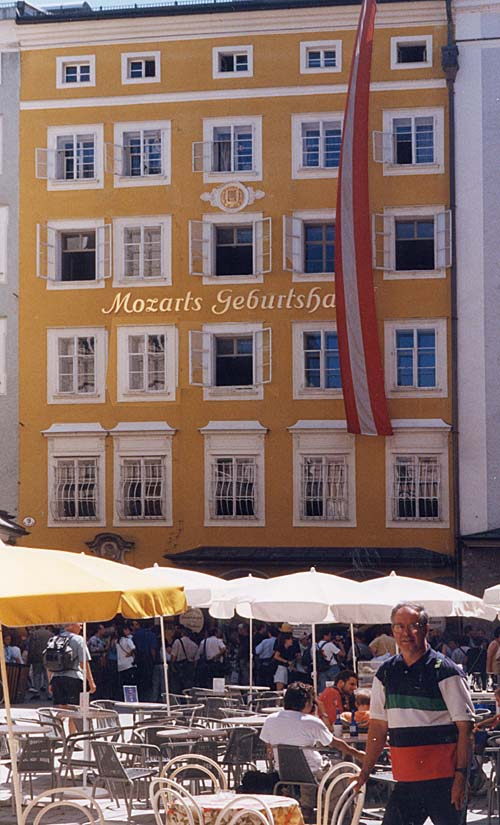
莫扎特在萨尔茨堡的出生地

萨尔茨堡是一座旅游城市，游客的人数常常超过本地人。萨尔茨堡在冬季是滑雪胜地，虽然萨尔茨堡本地没有滑雪场地，但它作为阿尔卑斯山的门户，每年会接待无数从欧洲各地飞来的滑雪者。萨尔茨堡以东有不少湖泊，处于德奥边境的翁特峰，从山顶可以看见萨尔茨堡全景和阿尔卑斯山脉。希特勒避暑的秘密基地“鹰巢”在萨尔茨堡以南的贝希特斯加登。
萨尔茨堡城内巴洛克式的建筑风格具有独特的魅力，主要代表是萨尔茨堡主教座堂和米拉贝尔花园。整个萨尔茨堡老城在1996年12月5日入选联合国教育科学文化组织的世界遗产名录。萨尔茨堡有着众多城堡和宫殿，萨尔茨堡要塞坐落在城市内的山丘上，是萨尔茨堡的地标，长250米，最宽处150米，建造于1077年是中欧现存最大的要塞。
城市中央有一座总主教沃尔夫·迪特里希为他的情人所建造的宫殿和花园，当时以这位情人的名字命名为“阿尔滕奥宫”，沃尔夫·迪特里希的继任者马尔库斯·西蒂库斯为了抹去这段不光彩的故事，将其改名为“米拉贝尔宫”，“米拉贝尔”是个意大利女名，意思是“惊人地美丽”。海尔布伦宫和它的宫殿花园、喷泉也吸引着成千上万的游客。
萨尔茨堡主教座堂重建于1614年至1628年，是阿尔卑斯山北侧的第一座巴洛克式教堂，圣伯多禄修道院是德语区内的第一座修道院。本笃会的诺恩贝尔格修女院是全世界现存历史最悠久的女修道院。
粮食胡同是萨尔茨堡老城最著名的步行街，它之所以出名，是因为莫扎特1756年1月27日就出生在这条街上的9号，莫扎特的父亲雷欧波得·莫札特在1747年租下了这栋楼的第3层，莫扎特一家在这里一直生活到1773年离开萨尔茨堡去了维也纳，现在莫扎特出生的楼房中是莫扎特博物馆，游客络绎不绝。

## 体育
萨尔茨堡1914竞技体育俱乐部（Salzburger AK 1914）是萨尔茨堡州内最早成立的体育俱乐部，一些体育训练协会有着更悠久的历史，萨尔茨堡体育训练协会创建于1861年，1922年成立了萨尔茨堡工人体育俱乐部。
萨尔茨堡红牛足球俱乐部的前身萨尔茨堡奥地利体育俱乐部组建于1933年，是萨尔茨堡最成功的一家足球俱乐部，在1953年首次升入奥地利足球超级联赛，1970年至1971年赛季成为联赛季军，仅次于因斯布鲁克勇士足球俱乐部（FC Wacker Innsbruck），此后球队在超级联赛与甲级联赛之间徘徊，一直到1988年至1989年赛季最后一次升入超级联赛，成为俱乐部的转折点，1993年至1994年赛季欧洲联盟杯决赛输给国际米兰，1994年至1995年赛季欧洲联赛冠军杯决赛圈，1994年、1995年和1997年三次获得奥地利足球超级联赛冠军，1971年、1992年和1993年三次获得奥地利足球甲级联赛亚军，1974年、1980年、1981年和2000年四次获得奥地利足总杯亚军，1978年和1989年两次获得奥地利足球甲级联赛冠军，1994年、1995年和1997年三次获得奥地利足球协会超级杯，2005年起由红牛能量饮料冠名后，2006年获得奥地利足球超级联赛亚军，2007年奥地利足球超级联赛冠军。1984年萨尔茨堡还曾获得美式足球的奥地利冠军。
在冰上曲棍球运动方面，1977年成立的萨尔茨堡冰球俱乐部，后来的萨尔茨堡红牛冰球俱乐部从2004年起在甲级联赛战绩优秀，女子冰球队在2005年至2006年赛季获得甲级联赛冠军。
对于以举办音乐节而出名的萨尔茨堡来说，大型的体育比赛并不多见。萨尔茨堡马拉松赛自2004年起每年春天举行，马拉松赛程环绕入选世界遗产的萨尔茨堡老城共4圈，主办方是“非洲医疗和研究基金会”（AMREF），马拉松赛每年能收入约25000欧元，用于肯尼亚西南医疗设施的建造。2006年的世界公路自行车锦标赛在萨尔茨堡和周边地区举行，赛事持续4天，萨尔茨堡共接待了超过33万游客，成功的组织在世界范围内赢得了赞誉。
2008年欧洲足球锦标赛将在奥地利和瑞士举行，萨尔茨堡的瓦尔斯·西岑海姆欧洲足球锦标赛足球场是奥地利的四个赛场之一，将承办其中的三场小组赛。萨尔茨堡曾是2010年和2014年两届冬季奥林匹克运动会的申办城市，但是都没有申办成功，分别输给了加拿大的温哥华和俄罗斯的索契。

## 教育和科研

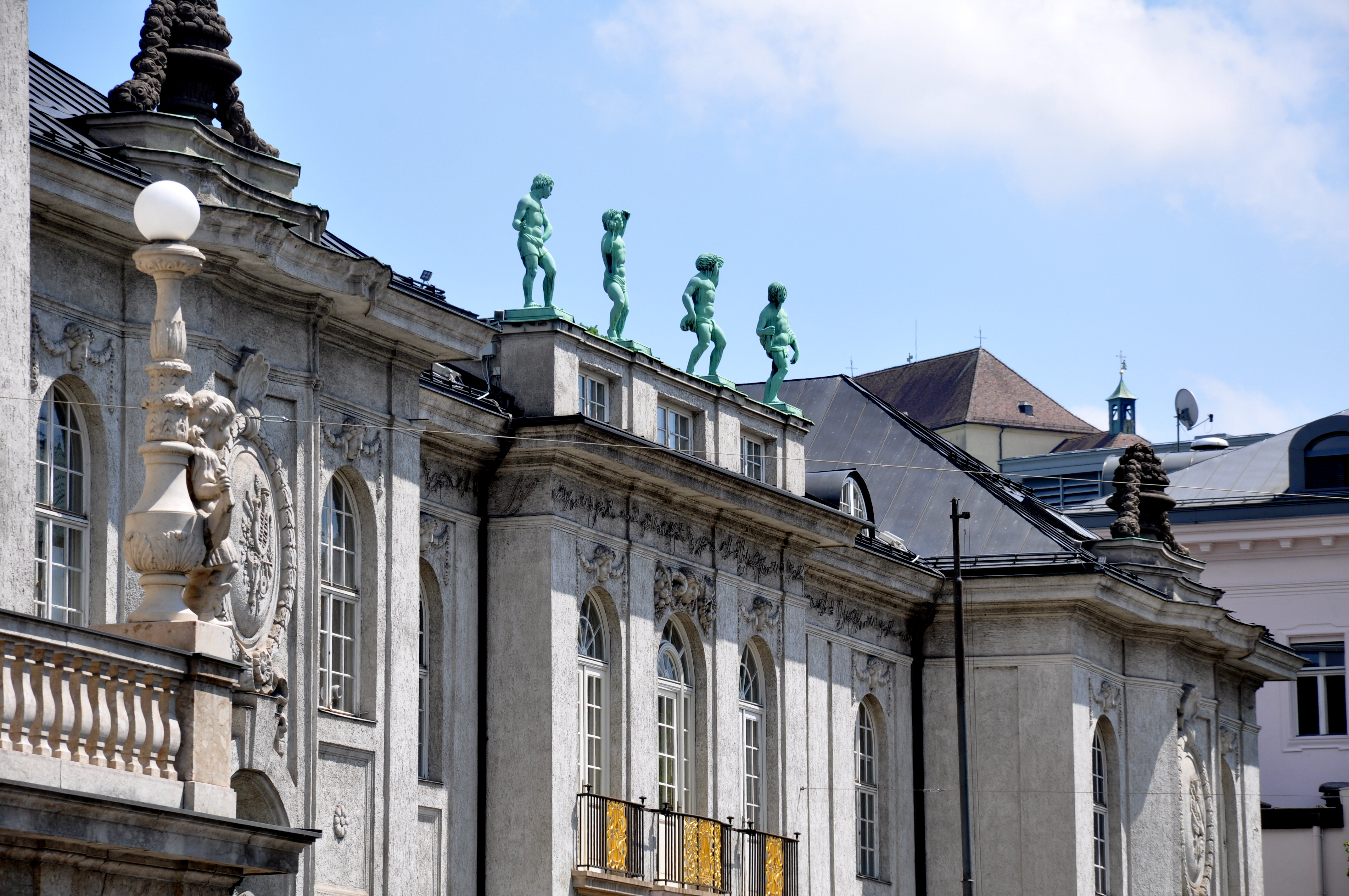
薩爾茨堡莫扎特音樂大學

萨尔茨堡共有5所大学，其中历史最悠久的是1622年创建的萨尔茨堡大学（Paris-Lodron-Universität Salzburg），它曾于1810年关闭，1962年重建，大学拥有天主教神学、法学、文化和社会学、自然科学4个经典院系。
Mozarteum大学的前身是1841年创立的音乐学院，1970年成为大学，以音乐演奏专业为特色，也有针对戏剧艺术、舞台表演和导演等的教育学专业。为了填补在萨尔茨堡大学缺少的医科专业，2003年成立了帕拉塞尔苏斯医科私立大学（Paracelsus Medizinische Privatuniversität），大学以帕拉塞尔苏斯的名字命名，他是中世纪欧洲一位著名的医生，曾在萨尔茨堡行医并长眠在这里。虽然是一所私立大学，但大学有三分之一的经济来源于国家资助，大学教授人类医学、护理学和分子医学，学生在萨尔茨堡大学医院和巴伐利亚的其他医院中实习。萨尔茨堡高等技术学院（Fachhochschule Salzburg）成立于1995年，开设工程、经济等实用课程和健康、社会等专业。萨尔茨堡大学商学院（SMBS – University of Salzburg Business School）由包括萨尔茨堡大学在内的5个投资方在2001年创立，开设经济学的硕士课程。
除此之外，萨尔茨堡还拥有多所学院、研究所、高等学校和图书馆。

## 著名人物
出生在萨尔茨堡的著名人物有：
- 克里斯琴·多普勒，奥地利数学家和物理学家，多普勒效应的发现者。
- 赫伯特·冯·卡拉扬，奥地利著名音乐家、指挥家。
- 沃尔夫冈·阿马德乌斯·莫扎特，奥地利古典音乐作曲家，“音乐天才”。莫扎特生于萨尔茨堡，并在此度过童年，如今他出生与生活的居所已成为萨尔茨堡吸引游客的主要资本。莫扎特家族的墓地在旧城区的小教堂中，莫扎特本人的雕像在城市中到处可见。
- 汉斯·马卡特，奥地利著名画家，城中心的马卡特广场以他的名字命名。
- 约瑟夫·摩尔（Joseph Mohr），他是附近城镇奥本多夫的牧师，与弗兰茨·格鲁伯（Franz Xaver Gruber）共同创作了歌曲《平安夜》，他於1818年首次演奏了这首歌曲。
- 奥托一世，希腊国王，巴伐利亚国王路德维希一世的儿子。
- 羅蘭德·拉岑伯格（Roland Ratzenberger，1960年7月4日—1994年4月30日），奥地利一級方程式賽車车手。
- 格奥尔格·特拉克尔，奥地利抒情诗人，德语区重要的印象主义和表现主义诗人。

逝世于萨尔茨堡的著名人物有：
- 法兰斯·格禄伯（Franz Xaver Gruber），他是一位小学教师，与约瑟夫·摩尔共同创作了歌曲《平安夜》，他谱曲，约瑟夫·摩尔作词。

薩爾茨堡出身的名人
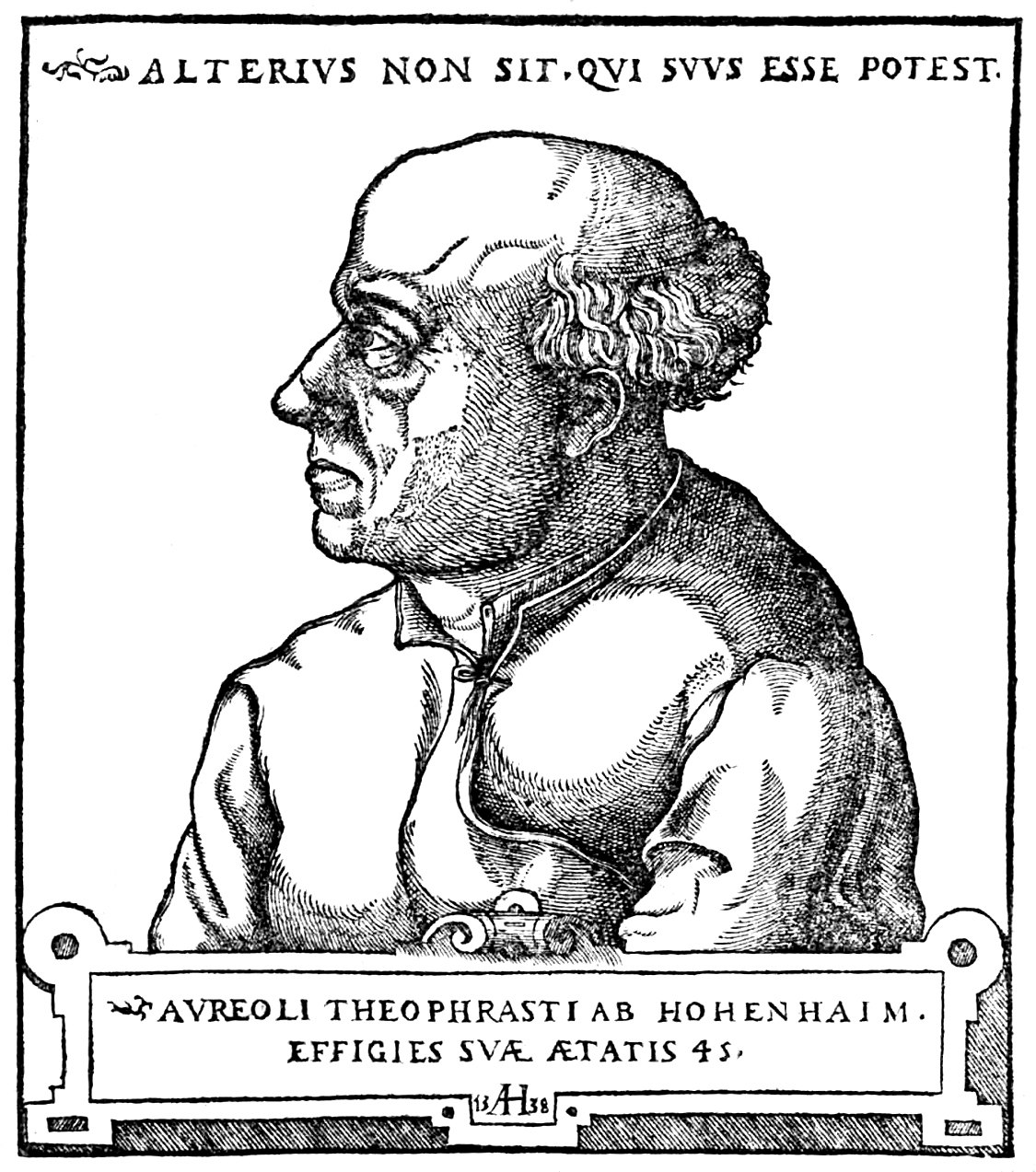
帕拉塞爾蘇斯
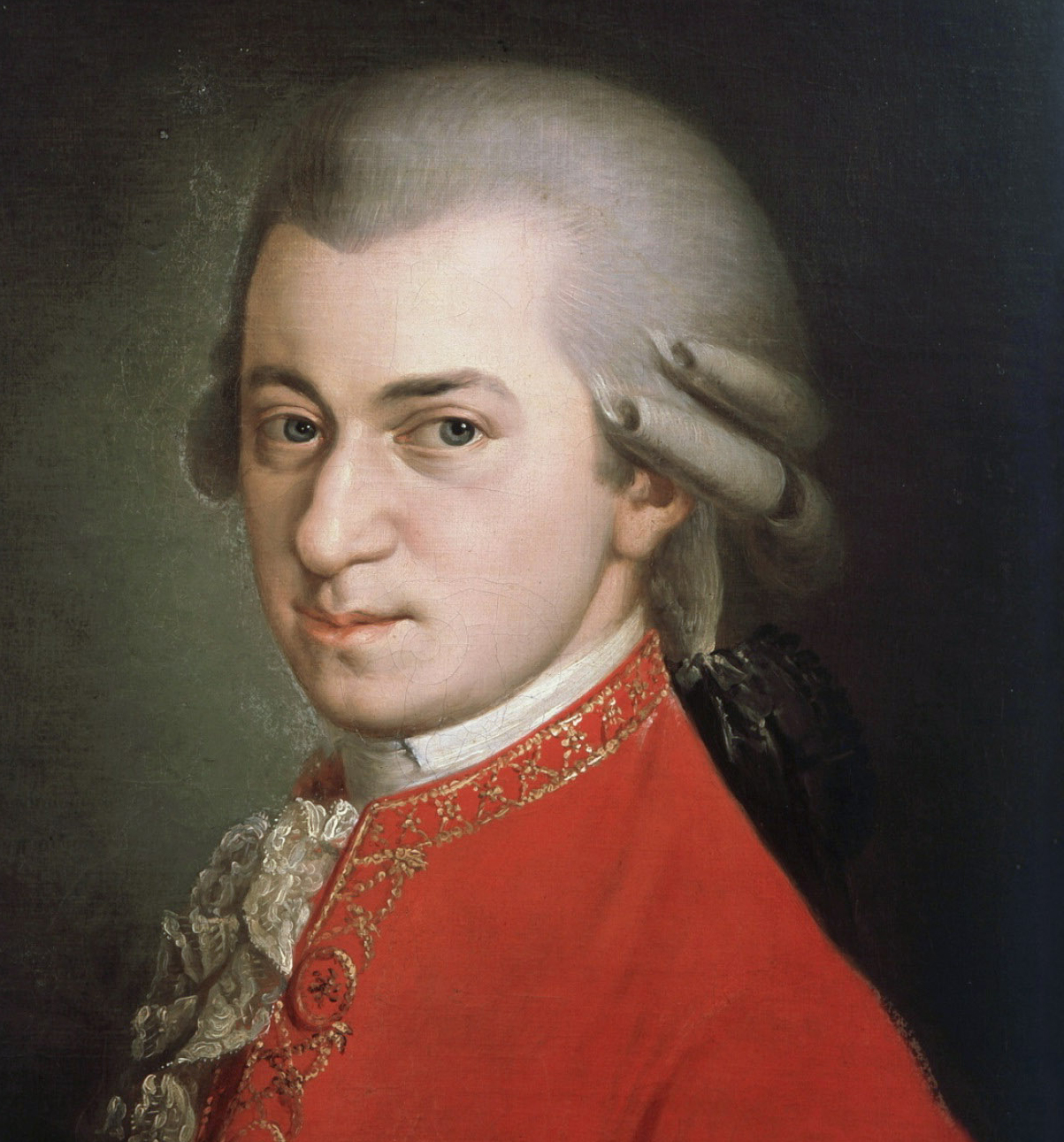
沃爾夫岡·莫扎特
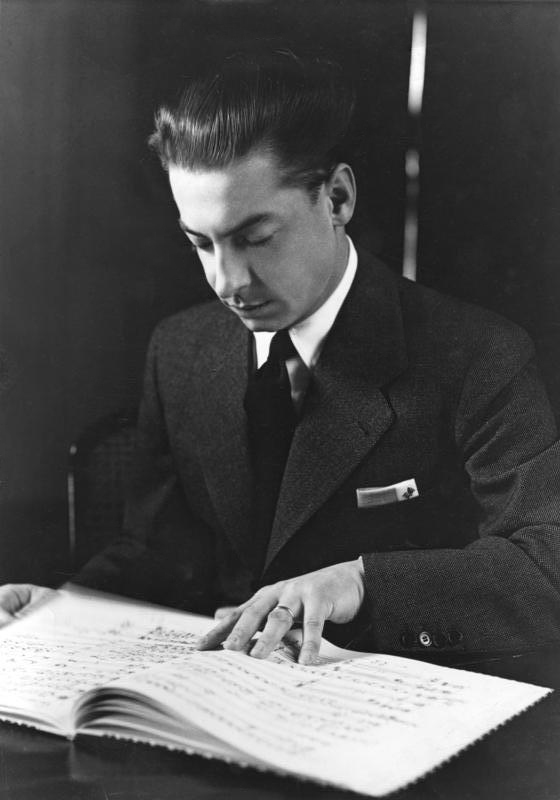
赫伯特·馮·卡拉揚
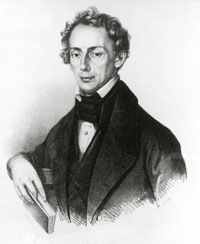
克里斯蒂安·多普勒
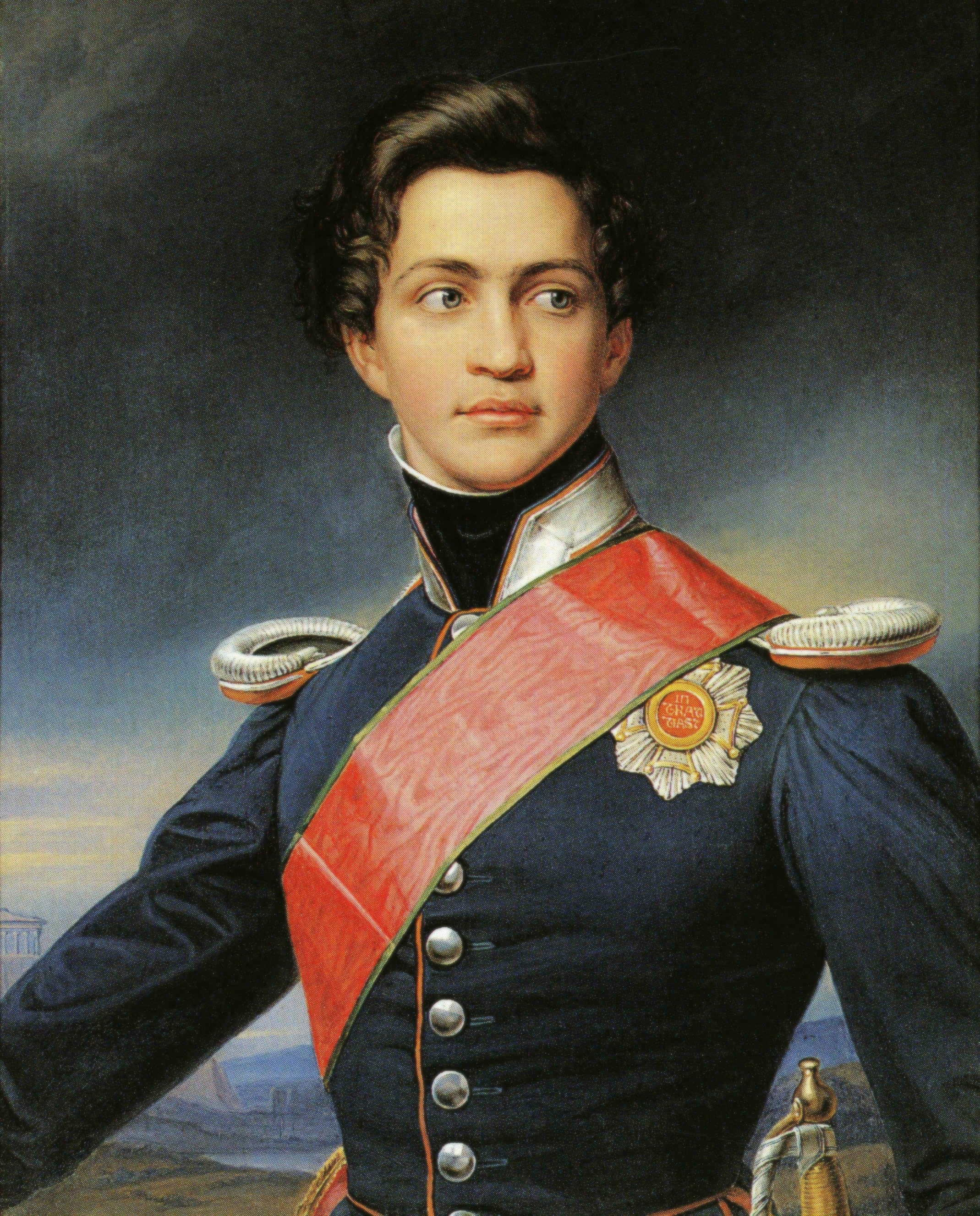
奧托一世
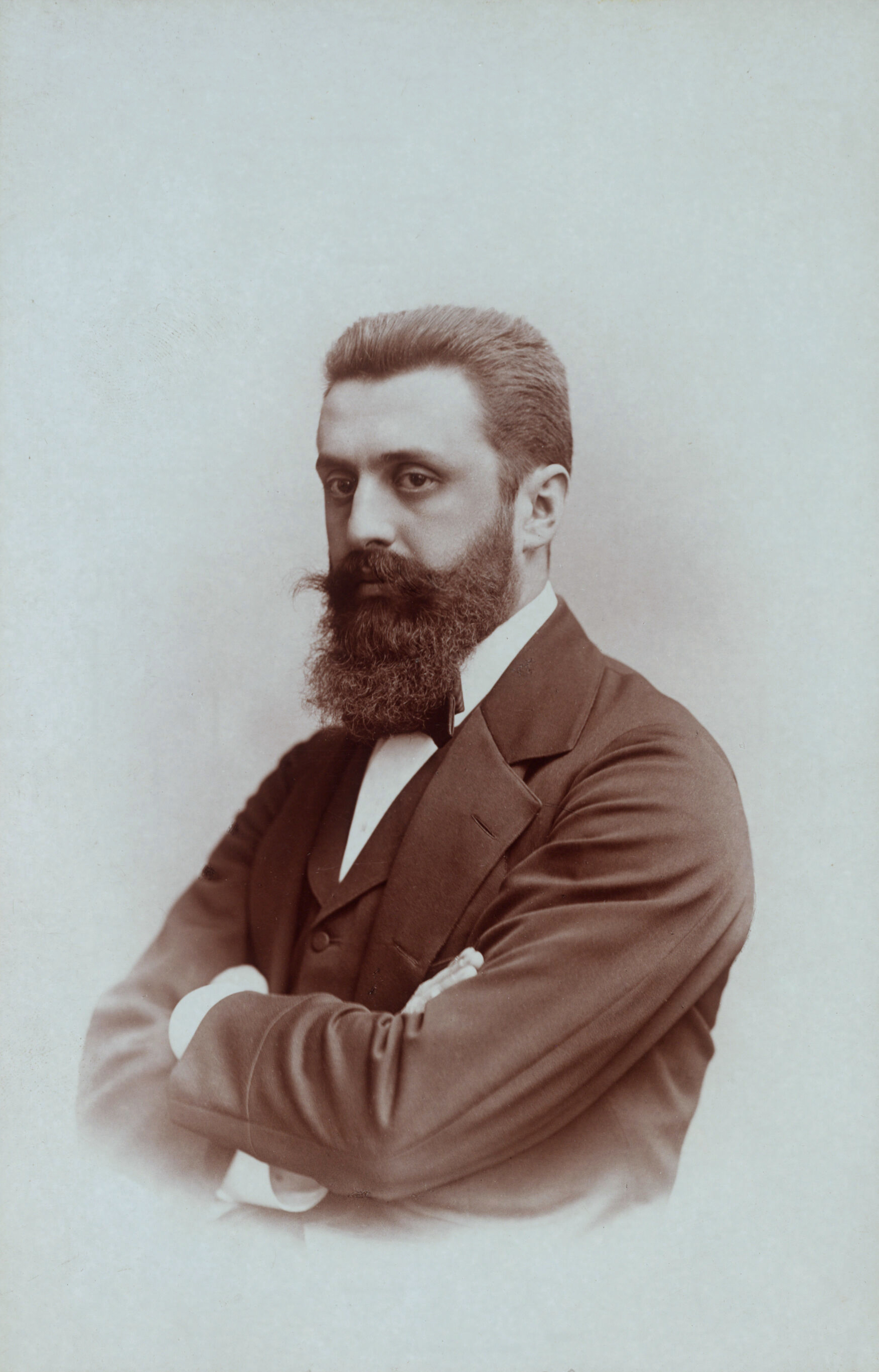
西奧多·赫茨爾
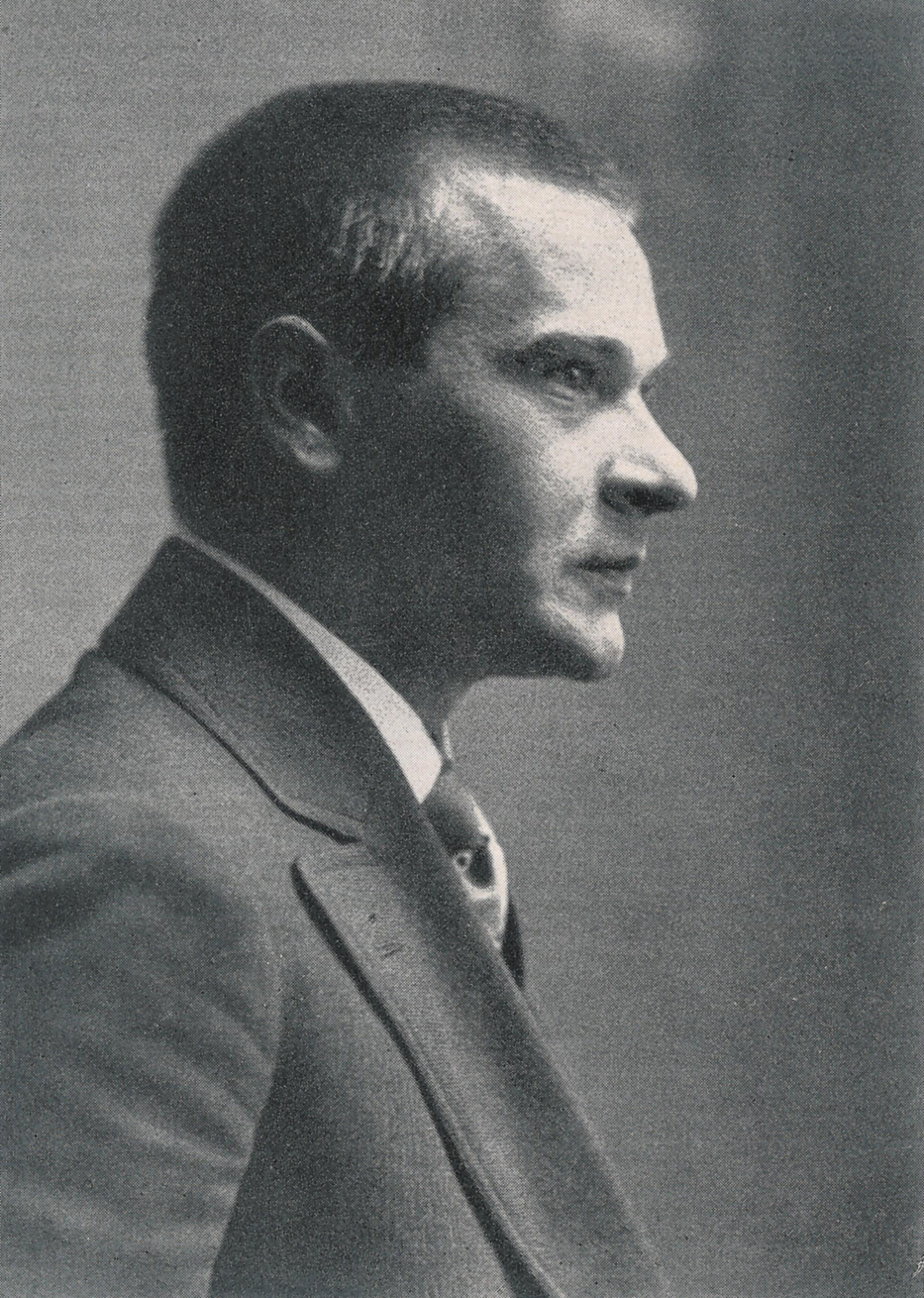
格奧爾格·特拉克爾
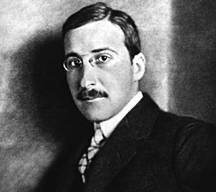
斯蒂芬·茨威格

## 圖集

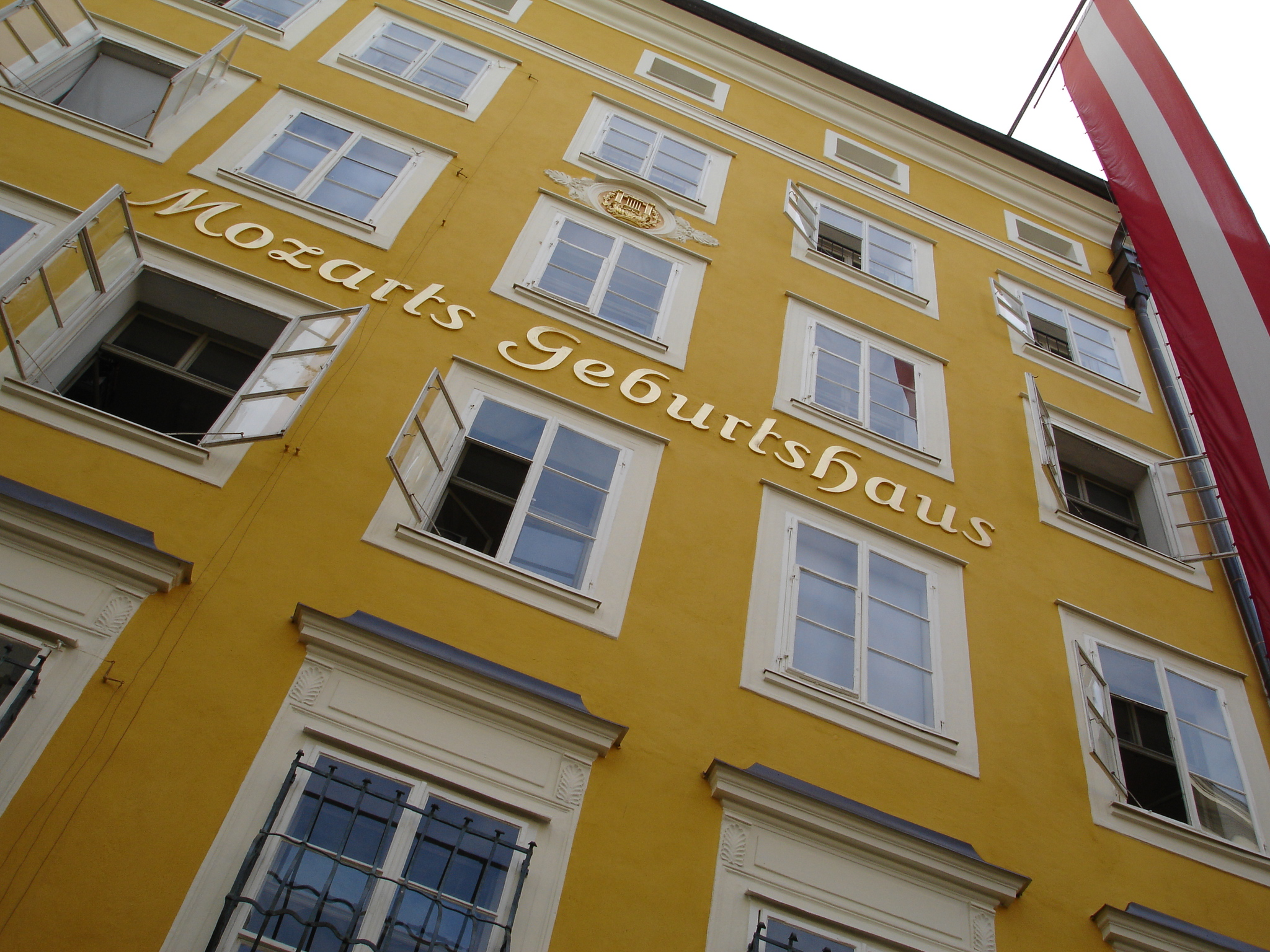
Getreidegasse 9號的莫扎特出生地
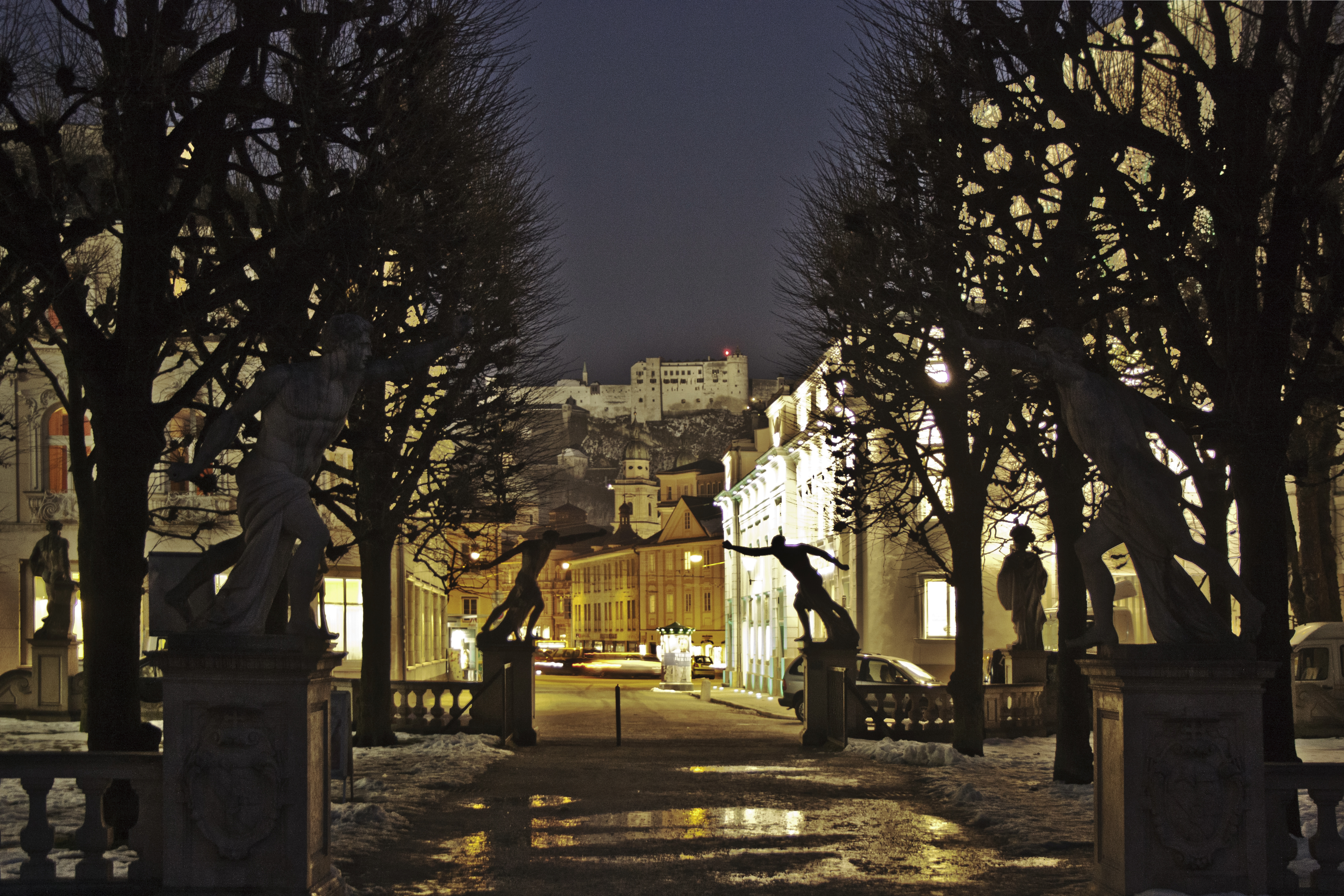
從米拉貝爾花園（Mirabellgarte）俯瞰的夜景
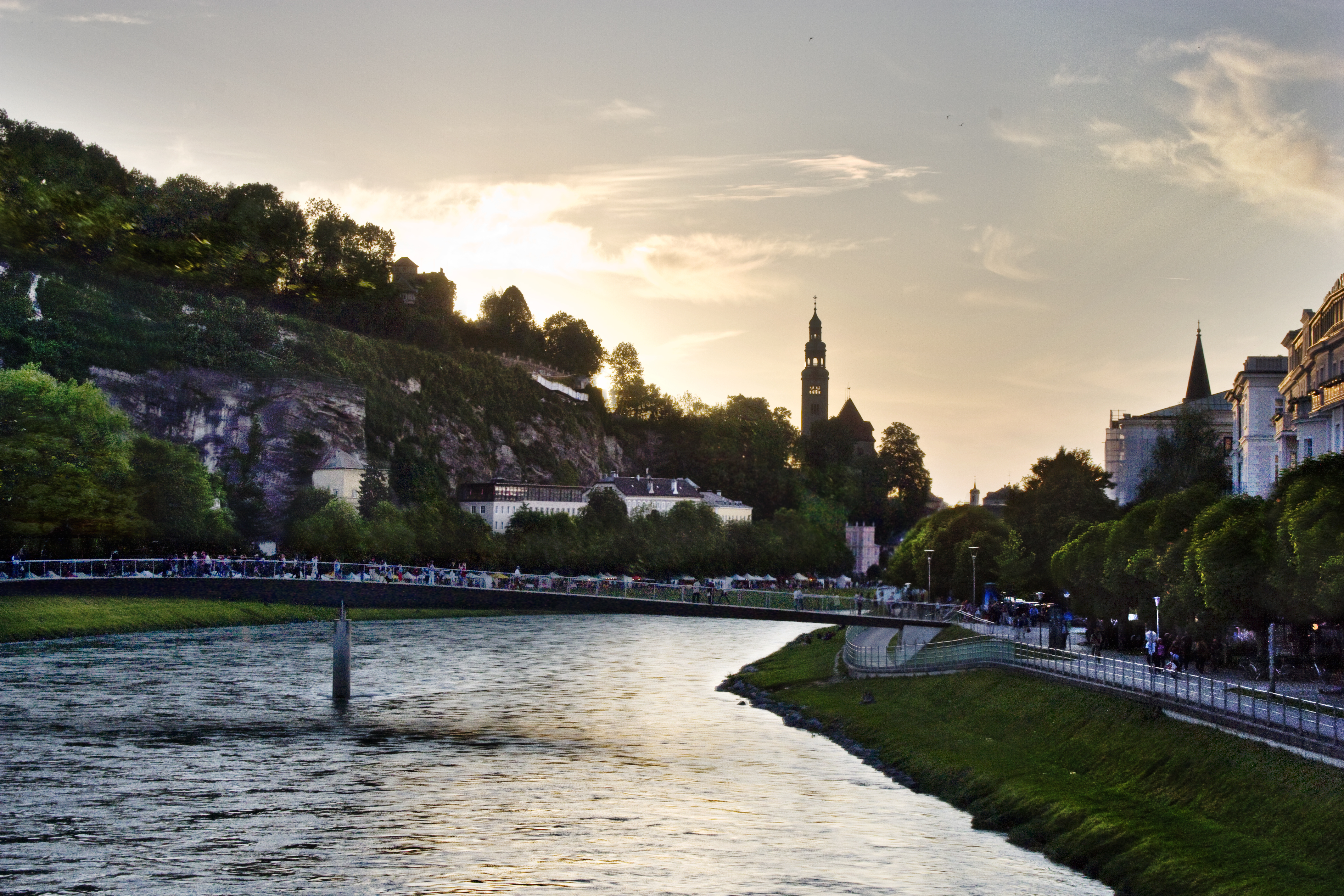
施塔特布魯克（Staatsbrücke）的日落
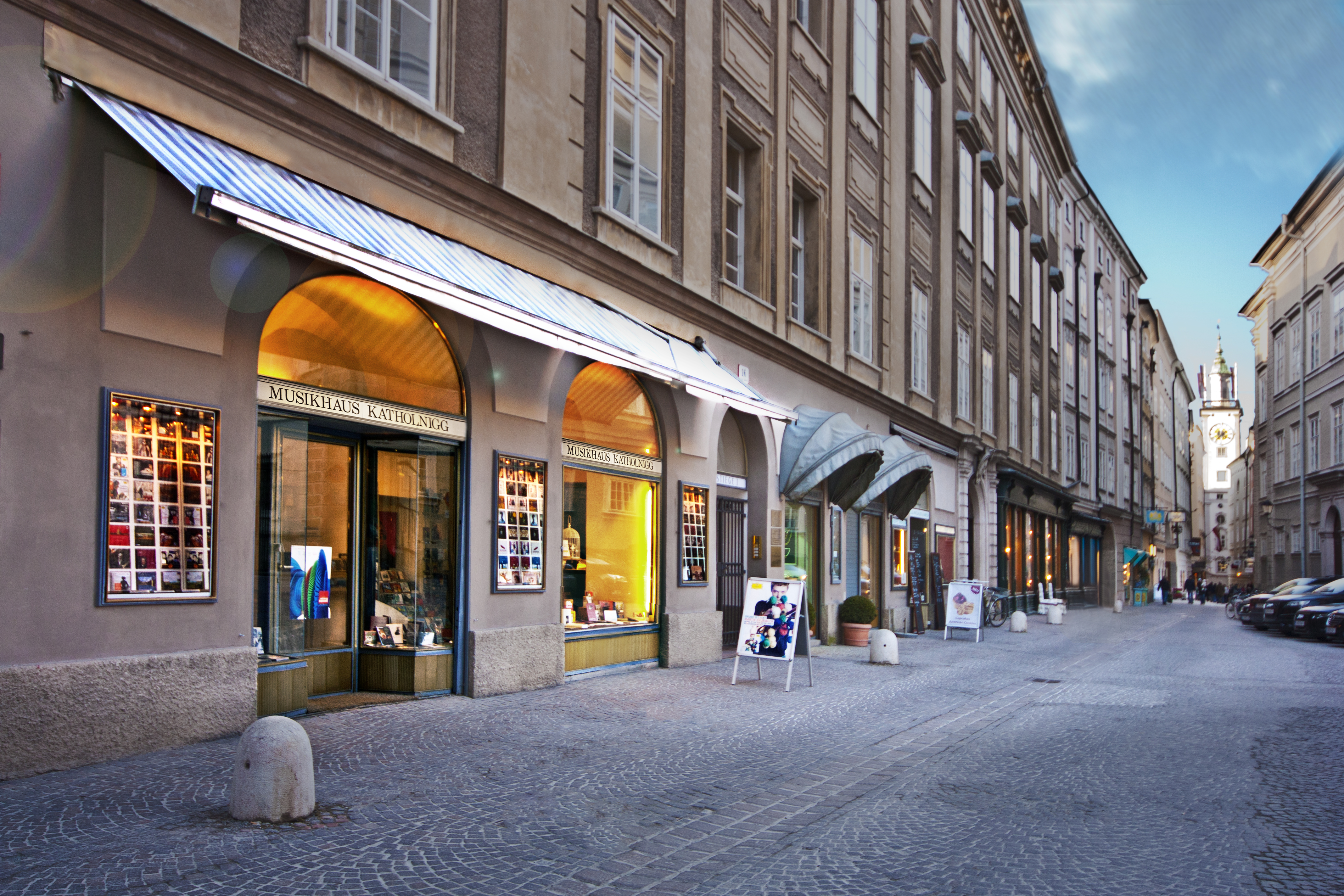
Sigmund Haffner Gasse – Rathaus
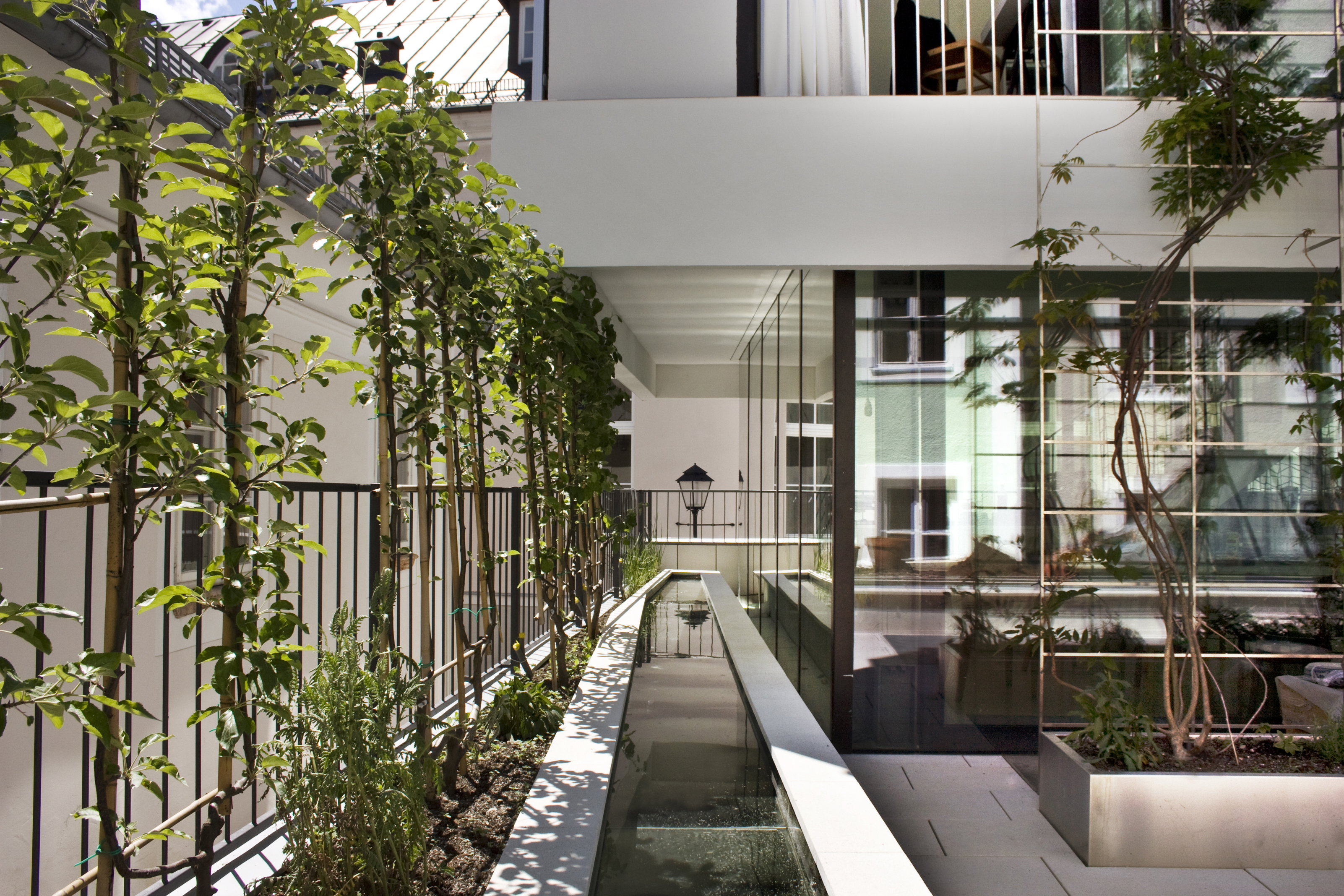
老城區的居民區和工作室
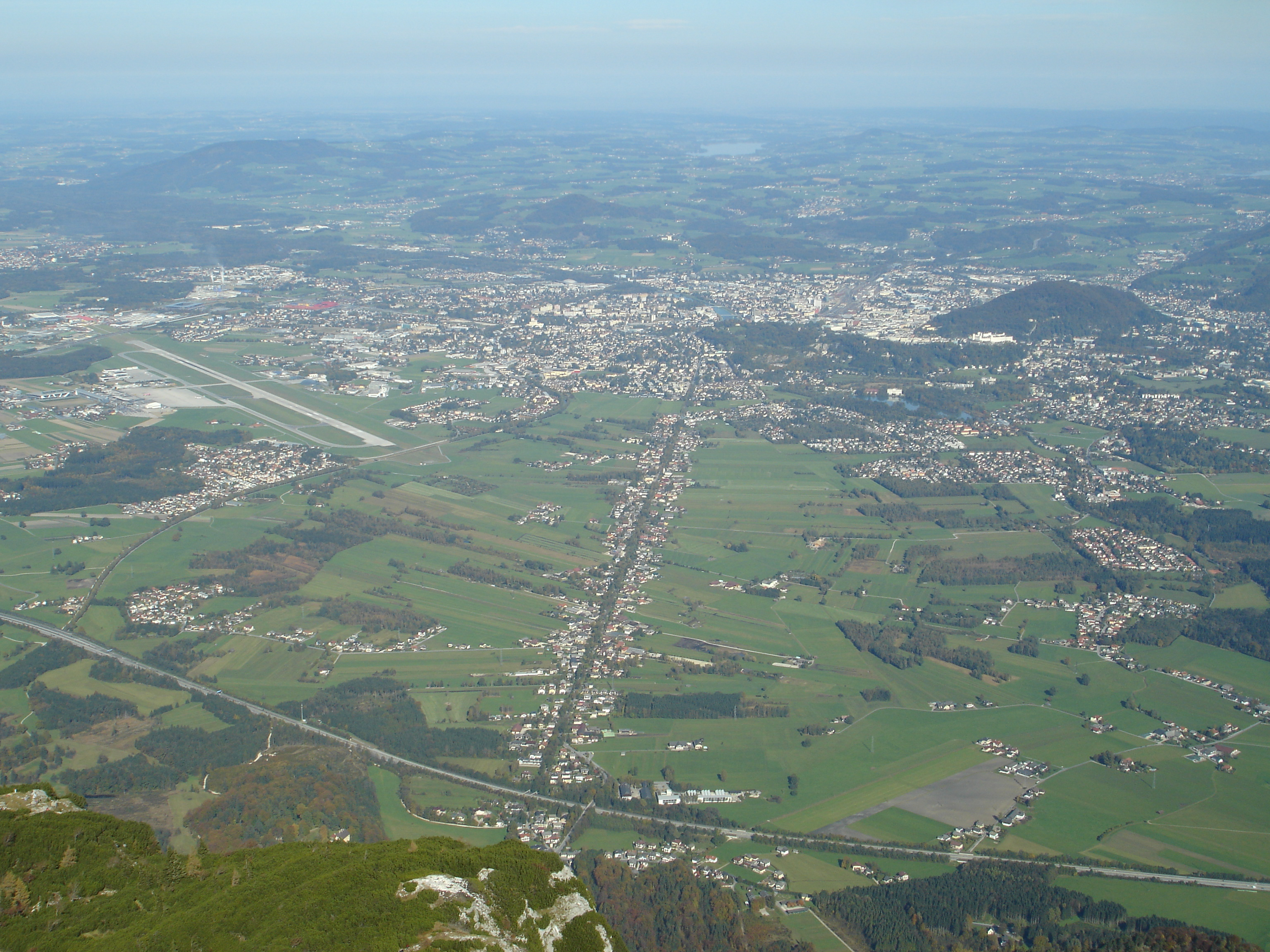
薩爾茨堡盆地
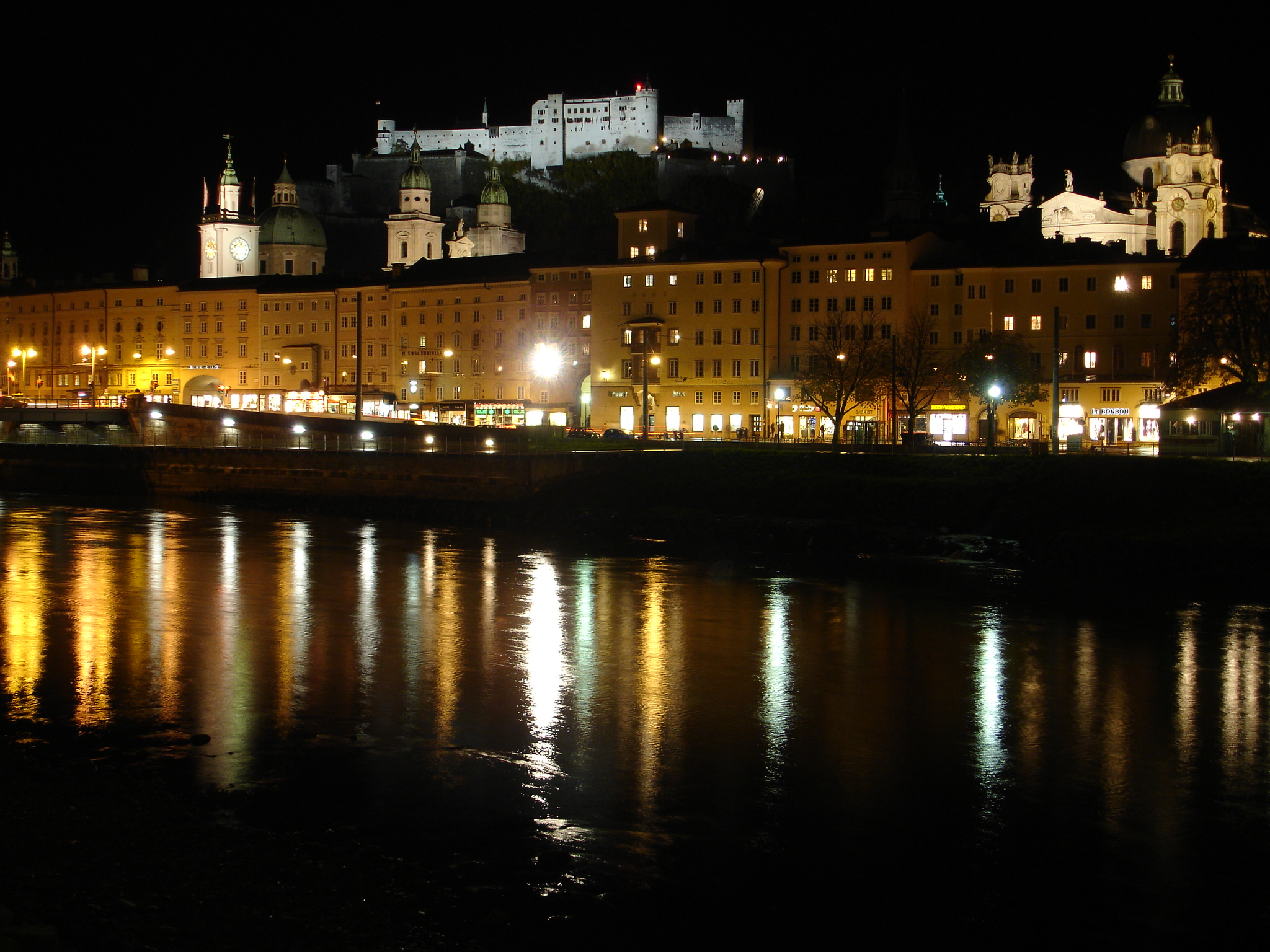
堡壘（後）、薩爾茨堡大教堂（中）和薩爾察赫河（前）
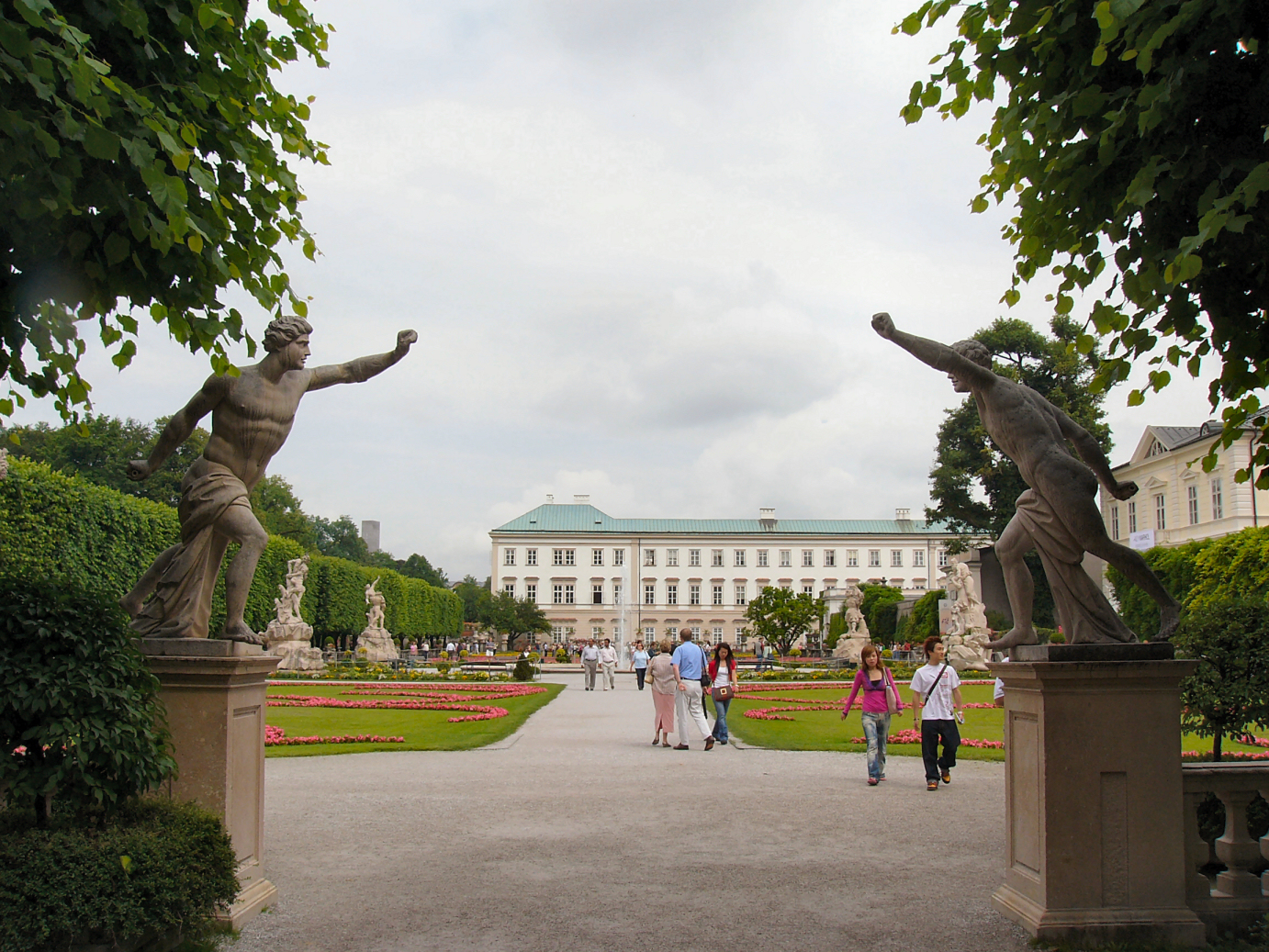
米拉貝爾宮
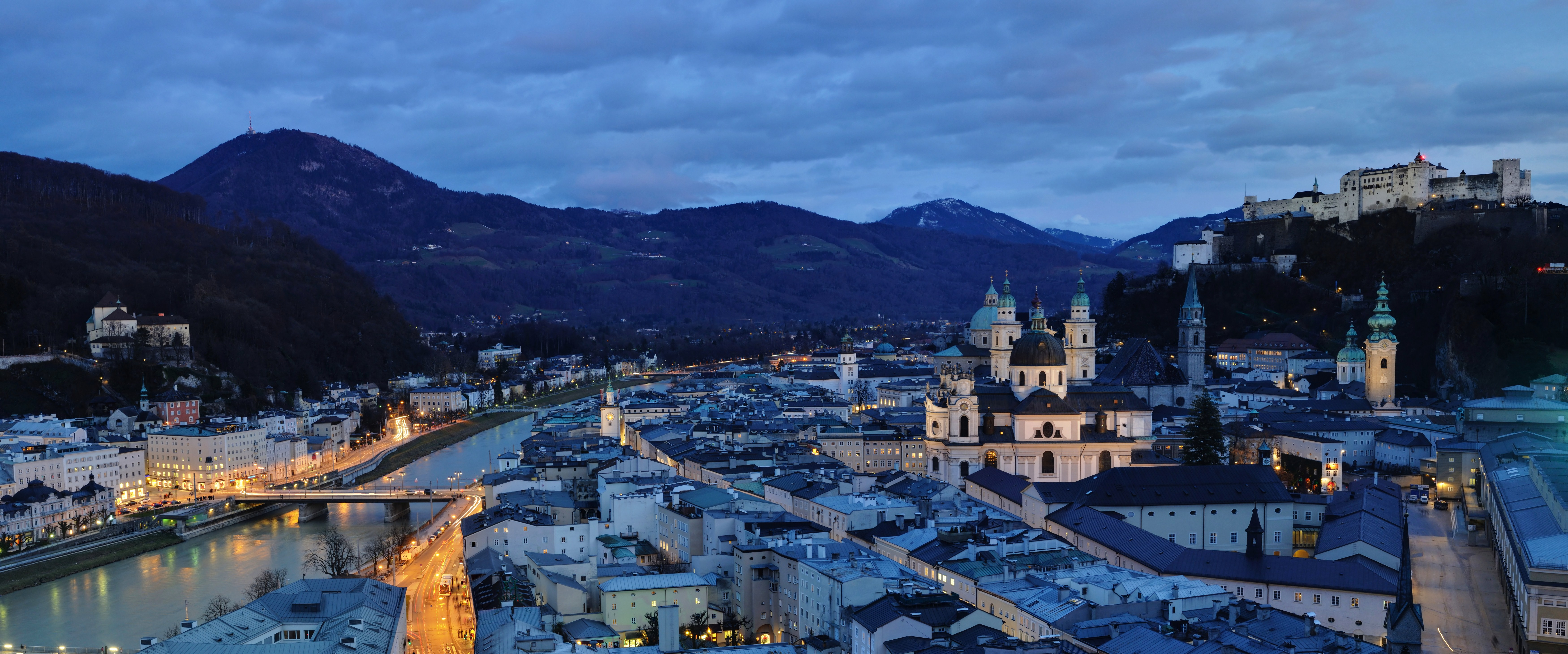
薩爾茨堡夜景

### 注解
1. ↑  值得注意的是，雖然今日的薩爾茨堡歸處奧地利，但是在歷史上奧地利的範圍僅限於今施泰爾馬克和下奧地利地區，薩爾茨堡則長期歸屬巴伐利亞公國管轄